# Historia transgénero en Argentina

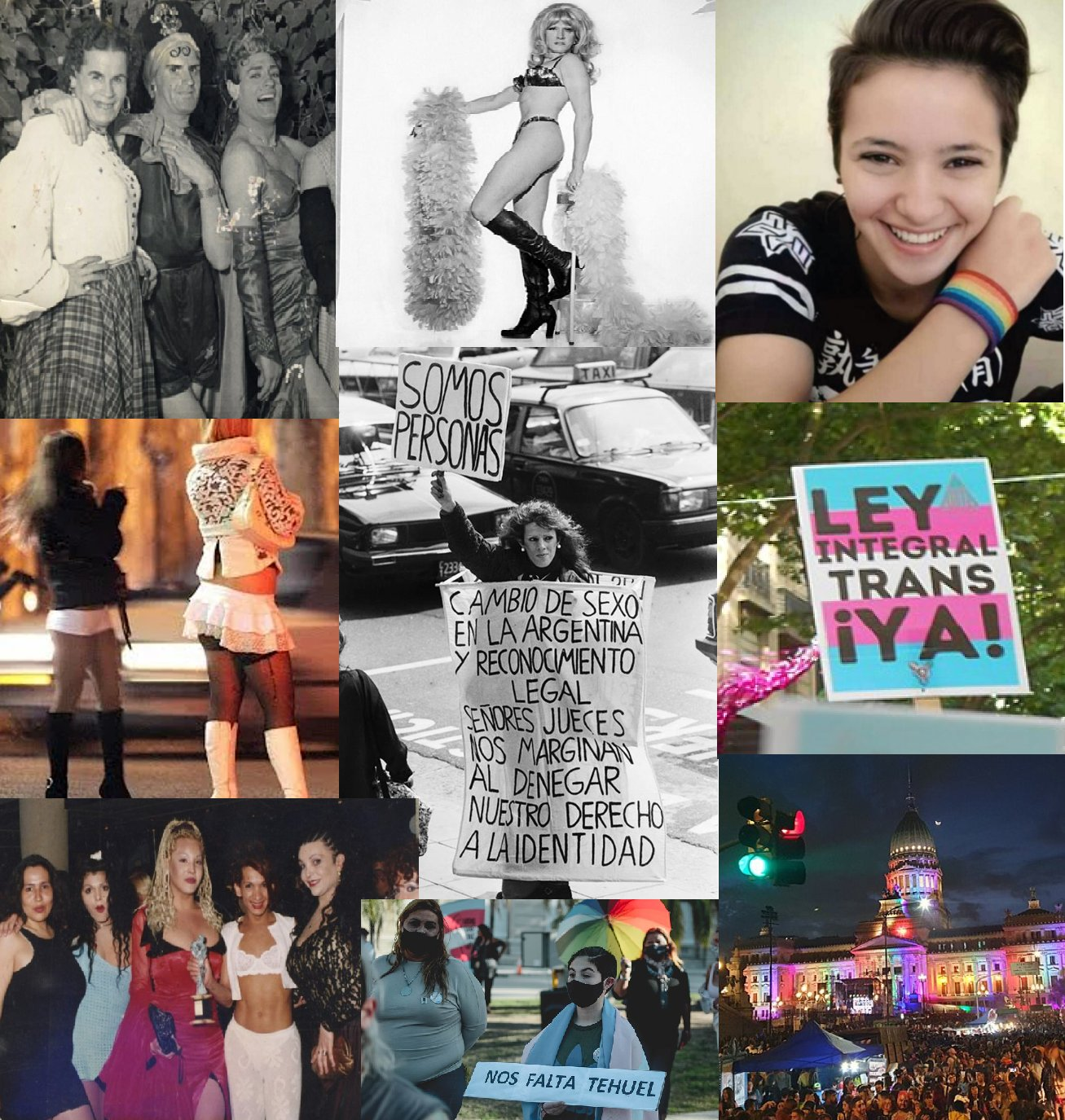
Historia trans en Argentina. 1) Las carrilches, Buenos Aires década de 1940. 2) Vanessa Show 1975. 3) Tehuel de la Torre, desaparecido en 2022; 4) Prostitutas trans en Salta en 2016. 5) Karina Urbina reclama los derechos trans frente a la Corte Suprema en 1991. 6) Cartel «Ley integral trans ya» en Marcha del Orgullo 2021; 7) Militantes trans: Lohana Berkins, María Belén Correa, Nadia Echazú, Claudia Pía Baudracco, Jeanette Contreras; 8) Banderazo trans en Santa Fe 2021 «Nos falta Tehuel»; 9) El Congreso Nacional iluminado con los colores LGBT+.

La historia trans en Argentina trata sobre la historia de las personas trans (transgénero, transexuales, travestis) sean estas hombres, mujeres, de género fluido o no binarias, así como de sus luchas y organizaciones en Argentina. Varios pueblos originarios aceptaron identidades de base sexual diversas, cambiantes y no binarias. La conquista europea de América modificó radical y violentamente la sexualidad y las relaciones de género de la población americana, estableciendo el crimen y pecado de sodomía para castigar a las personas que adoptaban una identidad que no correspondía a su genitalidad. Luego de la independencia, fue abolida la Inquisición y el delito de sodomía, pero la policía reprimió las «inversiones sexuales» considerándolas enfermedades mentales asociadas al crimen, criminalizándolas mediante edictos policiales desde la década de 1930. Hacia la década de 1940 aparece una cultura trans/homosexual autodenominada «maricas» o «locas», que establecieron e impulsaron las primeras  organizaciones LGBT, a partir de la segunda mitad de la década de 1960. Los avances biotecnológicos que permitieron cambiar los cuerpos de las personas, impulsaron la emergencia de una identidad travesti en el mundo del espectáculo, que convivió con la cultura marica hasta la década de 1980, cuando la identidad travesti se generalizó. Los cambios permanentes en los cuerpos y el rechazo transfóbico excluyeron a las locas/travestis del mercado de trabajo asalariado, impulsándolas masivamente a la prostitución. La violencia policial, social y familiar contra las comunidades travestis llevaron a que su expectativa de vida fuera la mitad que la de la población general. Durante el terrorismo de Estado impuesto por la última dictadura militar, resultaron desaparecidas al menos 400 personas mayoritariamente trans, que fueron invisibilizadas incluso por la investigación realizada una vez restablecida la democracia, por la Comisión Nacional sobre la Desaparición de Personas (Conadep) que destruyó esos expedientes. En la década de 1990 se crearon las primeras organizaciones trans, destacándose por su continuidad la Asociación de Travestis, Transexuales y Transgéneros de Argentina (ATTTA) y la Asociación de Lucha por la Identidad Travesti–Transexual (ALITT). A partir de entonces los colectivos trans obtuvieron la derogación de los edictos policiales, la descriminalización del travestismo y la transgeneridad. 
En 2021 la Ley 27.636 Diana Sacayán/Lohana Berkins estableció un cupo mínimo de 1% de los cargos y puestos del Estado Nacional personas trans y el Decreto N°476/2021 estableció que tres opciones para el campo «sexo» en los documentos de identidad, conviertiendo a la Argentina en el primer país de América y uno de los primeros del mundo en adoptar una clasificación no binaria sobre el sexo/género de la población.

## Pueblos originarios

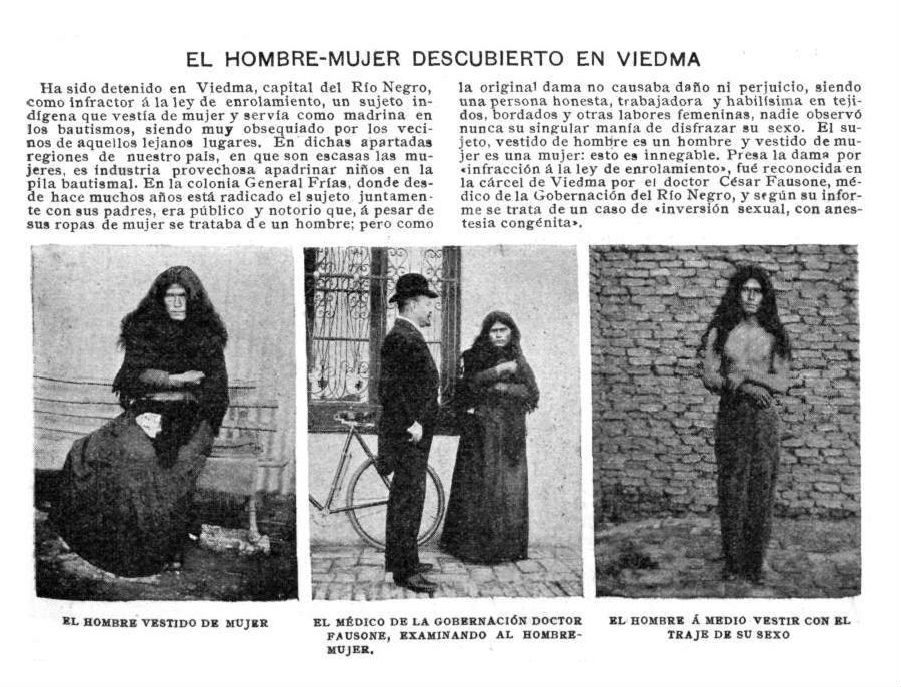
Noticia de Caras y Caretas de 1902, relatando la detención de una indígena transgénero en Viedma, Río Negro, quien «servía como madrina en los bautismos, siendo muy obsequiado por los vecinos de aquellos lejanos lugares».

Los pueblos originarios que habitaron el actual territorio argentino tuvieron diversas formas de abordar las orientaciones sexuales e identidades de género de las personas.
La cultura mapuche, aún existente, nunca fue sometida por el Imperio Español y mantuvo su independencia y su propio territorio en la Patagonia y la pampa hasta fines del siglo XIX, siendo desde ese momento afectada profundamente por los procesos de aculturación. Tradicionalmente ha sostenido una valoración igualitaria de hombres y mujeres, por lo que asumir identidades o tener características transexuales o intersexuales no significaba pérdida de ningún privilegio, poder o estatus. El pueblo mapuche carecía de nociones de género y sexo, al menos con la relevancia que se concede a los mismos en la cultura europea. Poseían el concepto y el rol social valiosos denominado weye, que hacía referencia a personas que no eran consideradas ni hombres ni mujeres, y se desplazaban complejamente entre diversos estados que combinaban características performativas, sexuales, de edad y del momento del día. Sus prácticas sexuales admitían una amplia diversidad y no establecían un vínculo determinista con la anatomía. El sometimiento de la nación mapuche en la segunda mitad del siglo XIX, obligó a los hombres a dejar de ser guerreros y a emplearse como peones de estancia para trabajar la tierra, una tarea tradicionalmente femenina en la cultura mapuche. Esta transformación trajo aparejada una desvalorización de la masculinidad en la moderna cultura mapuche y el predominio de las mujeres sobre los hombres en su rol de machi, una posición que reúne las condiciones de médico, sacerdote, consejero y protector del pueblo, razón por la cual es usual encontrar mujeres transgénero desempeñándose como machis.
En la cultura guaraní diversos testimonios han registrado la normalidad con que eran tratadas las relaciones sexuales entre los hombres guaicurúes del Gran Chaco y la existencia de la palabra "cudinho" para denominar a un tipo de hombres que vestían como mujeres, se casaban con hombres, orinaban agachados y tenían síntomas menstruales.
Las culturas andinas y en particular la incaica, influyentes en el noroeste argentino, contemplaban la existencia de personas andróginas masculinos/femeninos y femeninas/masculinas, valorando el uso de vestimentas correspondientes a otro género, a los que asignaban un valor sagrado y religioso. En las áreas yungas existieron varias sociedades matriarcales que consideraban sagrado el uso de vestimentas correspondientes a otro género. El conquistador español Pedro Cieza de León da cuenta de la presencia de personas trans en ceremonias sagradas:

Verdad es, que generalmente entre lo serranos y yungas el demonio ha introducido este vicio debajo de especie de santidad. Y es, que cada templo o adoratorio principal tiene un hombre o dos, o más: según es el ídolo. Los cuales andan vestidos como mujeres desde el tiempo que eran niños, y hablan como tales: y en su manera, traje y todo lo demás remedaban a las mujeres. Con estos casi como por vía de santidad y religión tienen las fiestas y días principales su ayuntamiento carnal y torpe: especialmente los señores y principales. Esto sé porque he castigado a dos.

## Conquista y colonización española

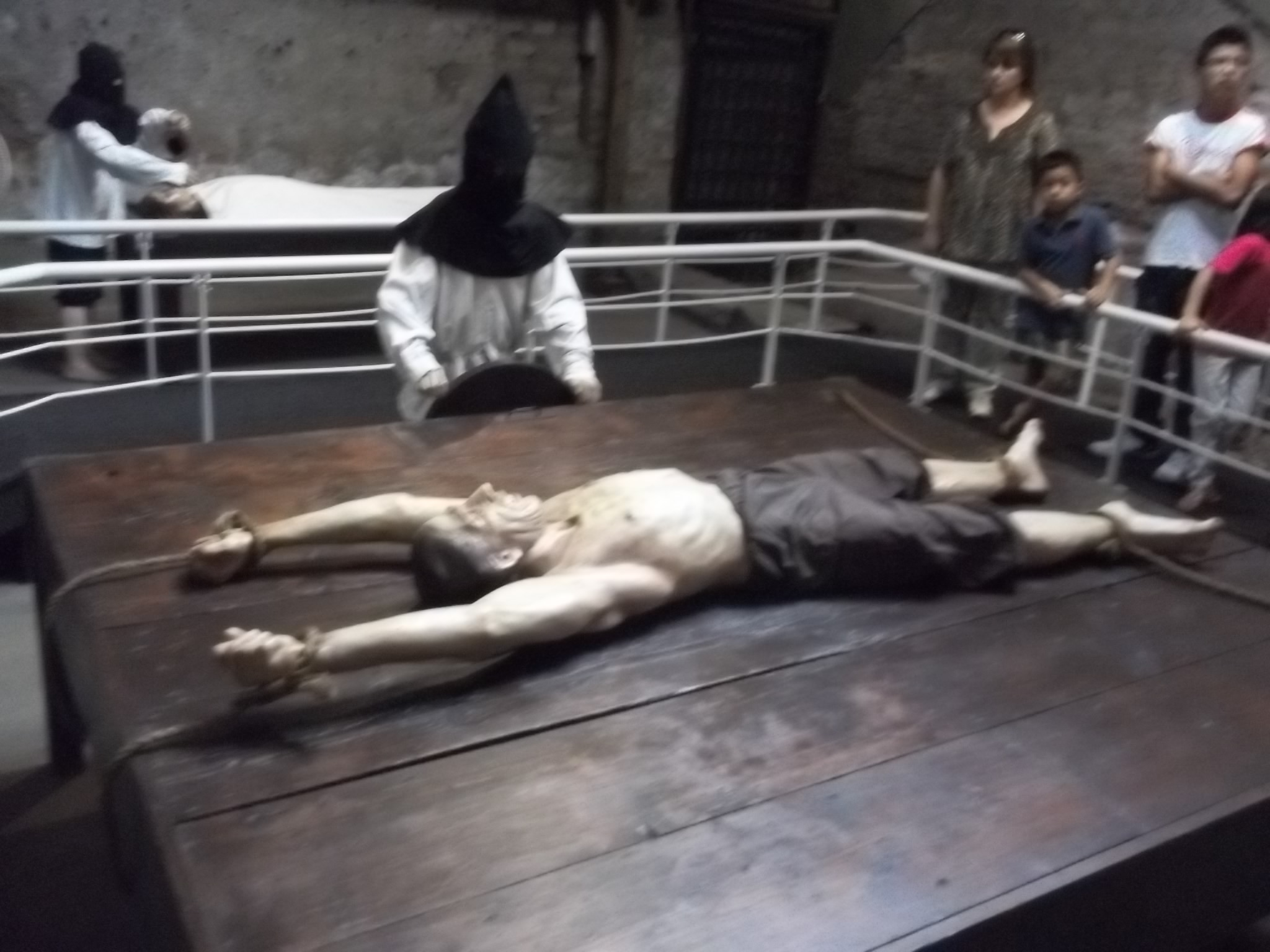
Representación de las torturas en el Museo de la Inquisición de Lima, donde eran enviadas para ser juzgadas por sodomía, las personas que mantenían relaciones sexuales con personas del mismo sexo y quienes vestían prendas consideradas inadecuadas para su género.

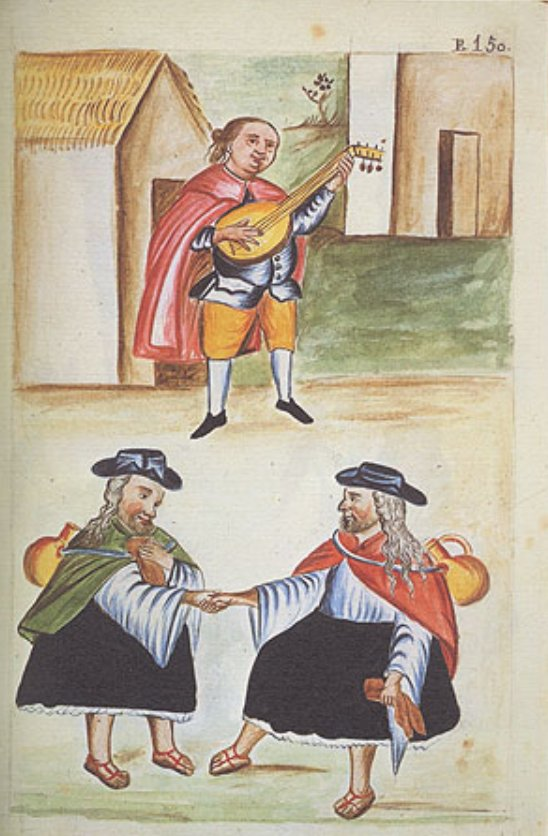
Códice Martínez Compañón (1782-1785). Perú. Estampa 150 titulada: «Danza de hombres vestidos de mujer».

La conquista europea de América modificó radical y violentamente la sexualidad y las relaciones de género de la población americana. Los conquistadores impusieron un orden héteronormativo y patriarcal, basado en el binarismo sexual, impulsado por la Iglesia católica, que reprimió duramente todo apartamiento de una sexualidad reproductiva o contrario a una rígida división de la sociedad en dos géneros asignados al nacer por la Iglesia. Simultáneamente el poder colonial estableció un sistema de valores de desprecio y rechazo a las personas que tuvieran conductas sexuales y de género no heterosexuales. De la colonia vienen expresiones españolas homofóbicas como "marica" y "maricón"; el Diccionario de la Real Academia Española de 1734 incluyó la palabra "marica" y la definió del siguiente modo: "afeminado, cobarde, de poco brío". También de esta época proviene la palabra "puto", utilizada habitualmente tanto en las colonias españolas como en la península.
Los conquistadores europeos impusieron un tipo de sexualidad basada estrictamente en la reproducción, que reprimía los actos sexuales cuyo objetivo era la obtención de placer, considerados como delitos y pecado de lujuria. En ese contexto jurídico-religioso, todos los regímenes coloniales europeos en América introdujeron el delito de sodomía, considerado como "crimen nefando" contrario a Dios, castigando a quienes fueran hallados culpables a ser quemados en la hoguera. El delito de sodomía era impreciso y abarcaba un amplio espectro de conductas consideradas contra natura que incluía el travestismo, asumir públicamente un sexo diferente del establecido al nacer, o roles sociales incongruentes con dicho sexo.
En algunas partes los españoles mataron masivamente a los indígenas por vestirse con hábitos "de mujer" -refiriéndose a la ausencia de pantalones en la vestimenta indígena- calificándolos de sodomitas. Fray Bartolomé de las Casas relata uno de esos actos de barbarie: 

Ciertos españoles hallaron en cierto rincón de una de las dichas provincias tres hombres vestidos en hábitos de mujeres, a los cuales por solo aquello juzgaron ser de aquel pecado corrompidos (sodomía) y no por más probanza los echaron luego a los perros que llevaban, que los despedazaron y comieron vivos, como si fueran sus jueces.
Fray Bartolomé de las Casas

De manera similar, una ordenanza española para el Virreinato del Perú establecía:

Y si algún indio condujere en hábito de india, o india en hábito de indio, los dichos alcaldes los prendan y por la primera vez le den cien azotes y los trasquilen públicamente y por la segunda sean atados seis horas a un palo en el tianguez a vista de todos y por tercera vez con la información, preso lo remitan al corregidor del valle o a los alcaldes ordinarios de la Villa de Santiago de Miraflores para que hagan justicia de ellos conforme a derecho.
Archivo General de Indias, 1566, 5 Recto

Durante la conquista española, los conquistadores y cronistas europeos informaron asiduamente que las personas de los pueblos originarios mantenían habitualmente relaciones sexuales entre varones o entre mujeres, y presentaron el hecho como evidencia del salvajismo indígena y su alejamiento del dios cristiano. Esos relatos dieron origen al mito de los gigantes sodomitas de la Patagonia. La llamada "sodomía" fue considerada como una de las causas justas que habilitaba a los conquistadores españoles a declarar la "guerra" contra la población indígena.
Fernanda Molina constató 99 casos de condena por sodomía en el Virreinato del Perú (al que pertenecía el actual territorio de Argentina), durante los siglos XVI y XVII, tratándose en todos los casos de hombres que mantuvieron relaciones sexuales con otros hombres, o consideradas impropias del género asignado ("pelilargos, afeminados y travestidos").
Pese a ello los habitantes formados en la cultura europea del siglo XVI no tenían la noción rígida de dos géneros separados y desconectados que surgió en los siglos XIX y XX. Según Raquel Pico, en aquella época «posiblemente fuera más fácil comprender la fluidez de género de lo que lo era para quienes vivían, en líneas generales, en 1960». Dice la historiadora María Jesús Zamora Calvo que «hasta la segunda mitad del siglo XVIII no se diferenciaban dos sexos biológicos en el ser humano; [durante el Siglo de Oro] el sexo biológico no marca de manera definitiva el comportamiento social del individuo... El rol de varón o de hembra no descansa en diferencias biológicas, sino en el papel de género». Existía entre las mujeres una tradición muy arraigada en la Europa de aquella que consistía en vestirse con ropas de hombre, ya sea para acceder a oficios prohibidos a las mujeres, para viajar con mayor seguridad, o por sentirse mejor como hombres. Entre los casos descubiertos por los estudios históricos están las «mujeres-soldado», como Catalina de Erauso, Margarida Borràs (ejecutada), o Eleno de Céspedes (condenado a diez años de trabajos forzados). Varios de estos casos buscaron amparo en América.
El dramaturgo argentino Gonzalo Demaría ha destacado el travestismo presente en la obra dramática del cura Tirso de Molina y cita el caso de María Leocadia, que emigró de España como varón, bajo el nombre de Antonio, ingresando al Virreinato del Río de la Plata en 1793. Una vez en la Argentina colonial, Antonio se casó con una mujer y cuando fue descubierto fue encarcelado.

## La independencia

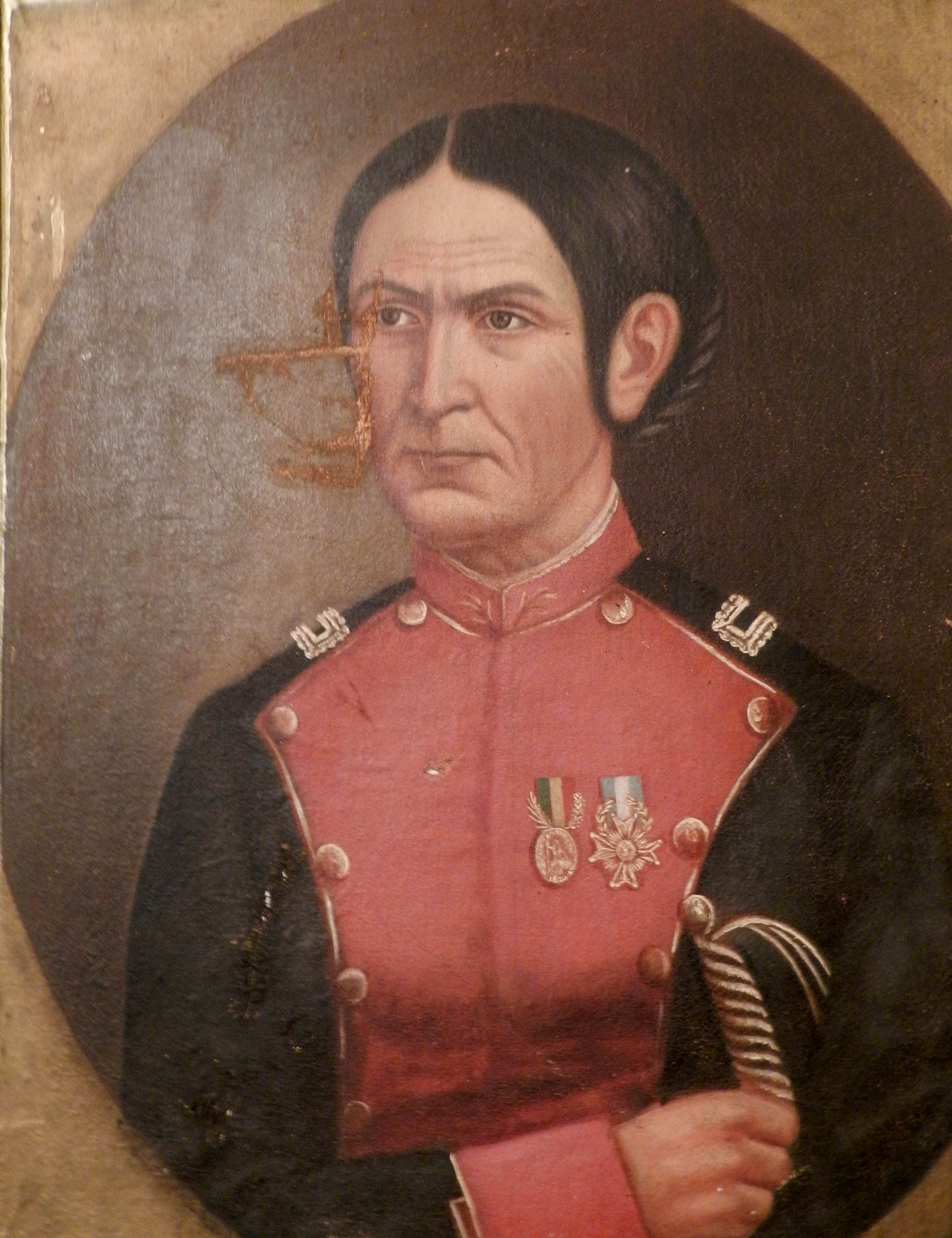
Juana Azurduy, militar con grado de coronel en el ejército patriota durante la Guerra de la Independencia, es referida históricamente como una mujer con modales y vestimenta de hombre, que había adoptado un rol masculino. Es tomada como modelo por los movimientos lesbiano, trans y feminista.

Luego de la Independencia (1810-1816), se mantuvo el orden heteronormativo y patriarcal establecido por el Imperio Español y la Iglesia Católica, con su correspondiente acción represiva de toda diversidad sexual y de género, pero atenuada cuando la Asamblea del Año XIII abolió la Inquisición. Aun cuando las leyes españolas quedaron en vigencia luego de la independencia, no hay mención desde entonces de condenas por conductas trans. El delito de sodomía siguió existiendo, pero con un contenido confuso e indefinido, solo para castigar la violación de hombres.
Desde entonces no se sancionarían leyes nacionales reprimiendo ningún tipo de práctica u orientación sexual, ni identidad de género, aunque la diversidad sexual y de género resultaría reprimida por medio de normas policiales, provinciales y militares -para sus integrantes-.
A comienzos del siglo XIX, uno de los padres de la patria, Manuel Belgrano, fue objeto de acoso homofóbico por una parte del Ejército del Norte, atribuyéndole tener voz y vestimenta «afeminadas».
Si bien no es posible saber la identidad de género autopercibida que tuvieron las figuras históricas de principios del siglo XIX, el movimiento trans tiende a reivindicar a la gran cantidad de mujeres patriotas que durante la Guerra de Independencia asumieron roles, vestimentas y comportamientos considerados «de hombre», en general combatiendo como militares o espías, a veces incluso llamadas «machonas» o «varoniles», como Juana Azurduy y María Remedios del Valle, entre muchas otras mujeres postergadas por la historiografía masculina.
A lo largo del siglo XIX y de la mayor parte del siglo XX el travestismo, la transexualidad y las identidades transgénero fueron tratadas como una enfermedad, una "desviación", una "inversión", un "pecado" y una "anormalidad" asociada al crimen. El concepto de «travestismo» surge en Europa a fines del siglo XIX, mientras que, desde el campo de la medicina, tres nombres científicos establecen las líneas básicas para precisar el concepto: Richard von Krafft-Ebing, Henry Havelock Ellis y Magnus Hirschfeld. Este último escribió en 1910 su libro Transvestites: the erotic drive to cross dress (lit. «Transvestistas: el impulso erótico del vestir cruzado»), creando una categoría clínica autónoma para referirse a personas que usan ropas del «sexo opuesto».
Entre las escasas personas abiertamente homosexuales que se destacaron en ese entonces se encuentra el tucumano Gabriel Iturri o Gabriel de Yturri (1860-1905), que se hizo conocido por ser pareja y secretario del poeta y dandi francés Robert de Montesquiou e inspirar el personaje de Jupien, secretario del Barón Charlus, en la novela En busca del tiempo perdido de Marcel Proust. Yturri provocó un escándalo entre el alumnado y la conservadora sociedad tucumana al representar en una representación escolar el papel protagónico femenino en la obra Marcela, o ¿a cuál de las tres?, de Manuel Bretón de los Herreros, de modo completamente verosímil. Iturri fue censurado por el profesor Paul Groussac, director de la obra, que dijo al respecto «ese triunfo de una noche lo perdió, y que la bordada saya de Marcela quedóle, como túnica de Neso, adherida a la carne, en adelante pecadora».

## SigloXX

### La cacería homotransfóbica

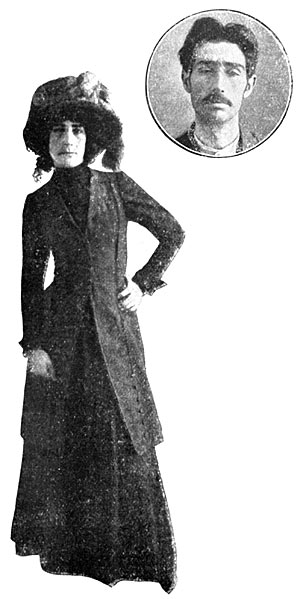
"La bella Noé", travesti porteña de principios de.

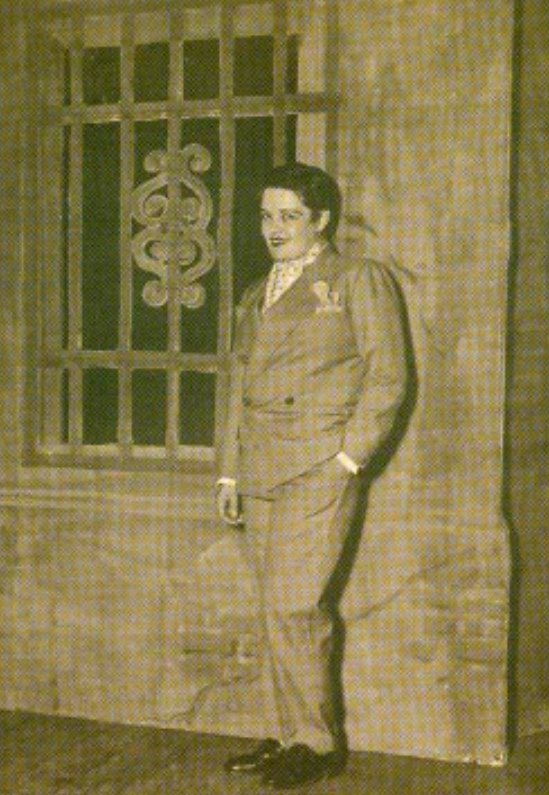
La cantante de tangos Azucena Maizani, célebre por cantar vestida como malevo o gaucho.

El siglo XX se caracterizó por la generalización social de la homofobia, la lesbofobia, la transfobia y la bifobia, al punto que la «ciencia» (medicina, psiquiatría y psicología) consideró que la homosexualidad y las autopercepciones de género que diferían del sexo asignado al nacer, eran enfermedades. Como nunca antes, los mecanismos de poder político y cultural se difundieron «en el cuerpo social entero» para regular y normalizar la sexualidad de las personas, llevando a que las propias personas con sexualidades y percepciones de género no hegemónicas internalizaran ese discurso, generando en ellas sentimientos de culpa y miedo. A esa situación general de la sexualidad de las personas en Occidente, se sumó en Argentina y América Latina la fuerte influencia del cristianismo en la población, en especial de la Iglesia católica y la institución de la confesión practicada semanalmente, que permitía controlar los «pecados de pensamiento y obra». Finalmente, Argentina era una sociedad que se urbanizaba rápidamente, en la que «el barrio», junto a la familia, comenzó a cumplir una función directa en el control de la sexualidad de hombres y mujeres.
En su Historia sobre la homosexualidad en la Argentina, Bazán ha calificado como «cacería» la situación en que se encontraron las personas con sexualidades no hegemónicas durante el período que se extendió desde fines del siglo XIX hasta fines del siglo XX.
En la segunda mitad del siglo XIX aparece la palabra y la noción moderna de «homosexualidad», mientras que el término «transexual» fue usado por primera vez por Magnus Hirschfeld en 1910, aunque sin que se difunda; se utilizaban las expresiones «transvestite» (transvestido/a) o «cross dressing» (vestir cruzado), que básicamente significan lo mismo. En aquel momento no se había establecido una separación entre los conceptos de «travestismo», «transexualidad» y «homosexualidad», y eran englobadas bajo la amplia categoría de la «inversión» o de la «desviación» (Bento, 2006). Junto con la homosexualidad y sin una distinción clara, el travestismo fue considerado una enfermedad, criterio que será aceptado generalizadamente durante un siglo, hasta el reconocimiento de la diversidad sexual y los derechos LGBT+. David Halperin dice en su libro Sex before sexuality ("El sexo antes de la sexualidad") que "antes de 1892 no había homosexualidad, sino inversión sexual". La categoría de "inversión sexual" está construida a partir de una noción fija y bipolar de sexo, género y orientación sexual.
Simultáneamente, la élite argentina conocida como la Generación del 80 recurrió a las nociones de homosexualidad y travestismo como herramientas para definir y regular por oposición las nuevas nociones de nacionalidad, clase social, sexualidad y género de las mujeres y hombres que integrarían la "nueva raza" argentina que debía resultar de la gran ola de inmigración que se extendió hasta la mitad del siglo XX. Las denominaciones más usadas fueron las de «maricas» e «invertidos».
El crecimiento de la Ciudad de Buenos Aires y la gran cantidad de hombres solos como consecuencia de una inmigración masiva mayoritariamente masculina, incrementaron las relaciones sexuales no convencionales. Desde fines del siglo XIX, el carnaval era un ámbito privilegiado para que el travestismo se expresara en público. A comienzos de siglo XX fue la moda femenina la que facilitó un considerable aumento de la visibilidad del travestismo femenino en Buenos Aires, que incluso fue utilizado para formar una banda de ladrones travestis. En 1902 y 1903, el médico-policía Francisco de Veyga publicó sus estudios sobre travestis detenidas dejando así constancia de las historias de vida de travestis como Manón, Aída, Rosita del Plata, Aurora y la Bella Otero (la Princesa de Borbón). Pero, como señaló Sebrelli, «El mundo de las travestis desapareció después de la Primera Guerra Mundial con el cambio de las modas femeninas: las polleras cortas y los trajes ajustados de los años veinte hacían más difícil ocultar el cuerpo».
En 1914 se estrenó el drama Los invertidos de José González Castillo, padre del autor tanguero Cátulo Castillo. La obra reúne homosexualidad masculina y travestismo femenino, en una tragedia en la que un hombre casado, el Dr. Florez, tiene una relación amorosa con su mejor amigo y termina suicidándose. El primer acto se remata con esta frase: «La noche parece infundirles una nueva vida, como si en el misterio de una sombra se operara en sus organismos una transfusión milagrosa de sexo. Son, entonces mujeres, como en el día han sido hombres». Y todo el segundo acto transcurre en una garçonnière, donde se encuentran dos personajes trans, Juanita y la Princesa de Borbón, esta última tomada de la vida real. Un diálogo entre ellas dos y Emilio, dice así:

-Juanita: ¡Ay! ¡Quién hubiera nacido hombre!
-Princesa: ¡Ay! ¡Quién hubiera nacido mujer!, decí mejor.
-Emilio: No se quejen, que no tienen razón. Al fin y al cabo mejor que ser hombre o mujer solamente, es ser las dos cosas a la vez.

Se discute si Los invertidos es una obra de condena de la homosexualidad y el travestismo, o por el contrario una obra que buscó visibilizar las sexualidades disidentes. Según Bazán, la obra de González Castillo terminó de cerrar un círculo de persecución homotransfóbica, basado en una alianza "promiscua" entre la medicina, la policía, el arte y los medios de comunicación. Pero autores más actuales, como Diego Trerotola, Alberto Ure y Mariano Dossena, ven en Los invertidos una crítica a la heterosexualidad y la hipocresía de la clase alta.
Como sea, lo cierto es que la medicina, principalmente con los estudios de Francisco de Veyga sobre los "lunfardos" homosexuales, dio fundamento a una política de terror, que combinaba el encarcelamiento constante y reiterado de los "invertidos", con una cultura de instigación al suicidio y una práctica social de linchamiento de "pederastas":

Usaron el terror. Y estaban muy orgullosos de eso. Por el lado de la ciencia, el médico teniente general De Veyga le dio al poder la excusa perfecta para la cacería que se desarrolló a lo largo del siglo XX... El miedo se instaló en el siglo. Todos fueron sospechosos.

Pese a ello el travestismo siguió apareciendo en la cultura argentina de manera provocativa. Nuevamente González Castillo escribió las letras de dos tangos, «Silbando» y «Organito de la tarde», que fueron estrenados en la revista La octava maravilla estrenadas en 1925, donde fueron cantados por Azucena Maizani, con la particularidad de que, a sugerencia de Castillo, se vestía de varón. A partir de ese momento Maizani se presentaba alternativamente vestida de malevo o de gaucho, en una «performance célebre», que fue registrada en la película ¡Tango!, (1933) de Luis José Moglia Barth, cantando «Milonga sentimental». La misma performance travesti sería adoptada en la película Vidalita que abre con una voz en off que dice: «un caso muy singular: un gaucho que era una niña priendada de un militar, hasta la noche de bodas en que aquello se aclaró». En este caso la mujer vestida de gaucho fue Mirtha Legrand.
El ciclo de golpes de Estado, iniciado en 1930, incrementó los niveles de autoritarismo y consolidó la cacería homotransfóbica a todo lo largo del siglo. Personajes públicos como Carlos Gardel, Jorge Luis Borges, Eva Perón y Juan Domingo Perón fueron objeto de destrato homofóbico. Puntualmente tanto Eva Perón como Juan Perón, fueron también objeto de destrato transfóbico, atribuyéndoles peyorativamente la identidad de una mujer trans y un hombre trans, respectivamente. También Juan Hortensio Quijano, vicepresidente de la Nación entre 1946 y 1951, fue objeto de destrato transfóbico desde el diario Crítica debido a su segundo nombre, que consideraban «de mujer».
Es en este momento, en 1932, que aparecen los «edictos policiales», normas penales que permitían a la policía detener y condenar a las personas a tiempos relativamente breves de prisión. Las siguientes décadas los edictos policiales serían usados para reprimir básicamente dos situaciones: vestir prendas del «sexo opuesto» (2H) y escándalo público e incitación al acto carnal (2F). Los edictos policiales legalizaron las detenciones de hecho que la policía venía haciendo desde principios de siglo, institucionalizaron de hecho las coimas derivadas de la prostitución femenina o trans y convirtieron a las comisarías ubicadas en esas zonas en «negocios» policiales.

### Los '50: locas y maricas: aparición de un identidad

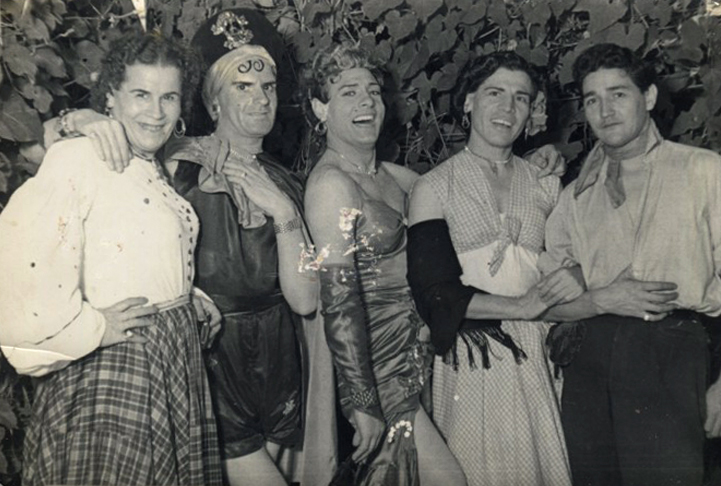
Foto de las carrilches en 1945 en Buenos Aires. En esos años, las "carrilches" organizaban fiestas clandestinas en quintas del conurbano, lejos de la policía. De izquierda a derecha: Jorgelina, Chacha, Sonia la indomable, Malva Solís y sanjuanino. Casamiento de Jorgelina.

En la década de 1940 y 1950 surgen, principalmente en el cordón suburbano de Buenos Aires, una serie de identidades genéricas disidentes relacionadas, que se autodenominan con los términos de «locas» o «maricas» (tanto en masculino como en femenino), que generan una cultura propia y un dialecto propio, el carrilche. De esta comunidad saldrían las primeras organizaciones LGBT de Argentina, antes incluso de los Disturbios de Stonewall. Durante el peronismo, poco antes de terminar la primera mitad del siglo XX, la situación de la homosexualidad y el travestismo ingresó en una etapa de ambigüedad, que permitió el surgimiento de las primeras identidades sexuales disidentes.
La comunidad de maricas y locas se relaciona con la figura clave del «chongo», jóvenes de clase trabajadora residentes en los suburbios industriales del Buenos Aires, que no se consideraban a sí mismo como homosexuales y que mantenía relaciones sexuales más o menos ocasionales con las maricas, locas y homosexuales, siempre desempeñando el rol activo.
Néstor Perlongher, uno de los fundadores del movimiento LGBT+ argentino, afirma que "con el peronismo los obreros ganaron el centro y se encontraron allí con los homosexuales... El erotismo que nace de ese encuentro de clases es potente. La relación de la marica de clase media con el chongo villero, no solo llenó lamentaciones... sino también saunas". A partir de ese momento, la figura del chongo, estará presente en el imaginario gay/trans argentino y en la incipiente literatura LGBT+.
El encuentro del marica con el chongo, desarrolló incluso una jerga propia, el carrilche, desarrollada y difundida por los varones homosexuales, que contribuyó a consolidar una cultura y una identidad propia, principalmente entre «las maricas» de conurbano bonaerense. El carrilche nace a mediados de la década de 1940 como una necesidad de comunicación intracomunitaria para locas y maricas. El dialecto está construido a partir del lunfardo, dialecto propio de los chongos de los barrios populares y del ambiente carcelario. Malva Solís, una travesti redactora de la revista El Teje, cuenta que el dialecto fue iniciado en 1944 debido al ingenio de las hermanas Arvejas, dos mujeres transformistas que realizaban números de burlesque en los bares y piringundines del Bajo, zona clásica de encuentro gay/travesti con los chongos y marineros. En sus canciones incluían ciertas palabras («fush», «doda», «sidilcri») para aviar a locas y maricas que había policías camuflados o que se preparaba una razia.
Este colectivo aún indiferenciado gay/trans es el que crearía en 1967 la primera organización LGBT+ argentina y una de las primeras del mundo, el Grupo Nuestro Mundo. Será la difusión de modelos transexuales en el ámbito teatral y en el cine, desde la década de 1960, que a partir de la década de 1980 y en el mercado de la prostitución, emergerá desde la identidad más difusa del marica/loca, una identidad «travesti o mujer trans» que, desde la década de 1990 comienza a organizarse para reivindicar derechos políticos y legales.

### Los '60: tratamientos biotecnológicos

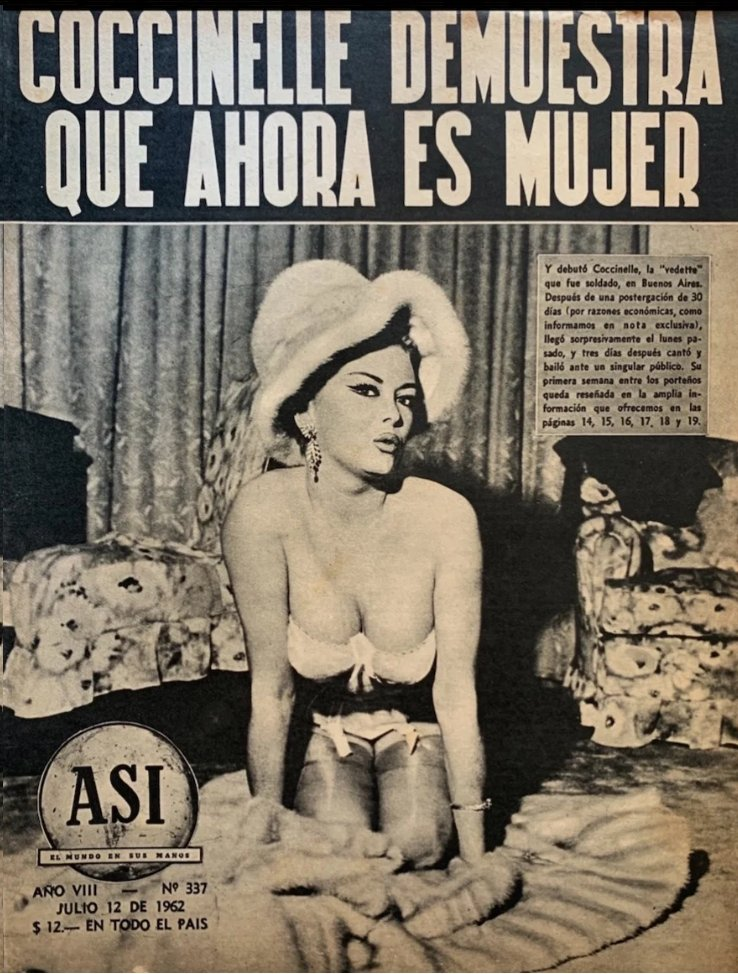
La célebre travesti francesa Coccinelle, una de las primeras en operarse para cambiar de género, visita la Argentina en 1962, causando un efecto profundo en la población y en la comunidad «marica», estableciendo un modelo de mujer travesti.

La historia de las identidades trans en todo el mundo va a pegar un salto con el surgimiento de conocimientos y técnicas para intervenir hormonalmente y quirúrgicamente el cuerpo de las personas. La propia pastilla anticonceptiva, que jugó un papel preponderante en el movimiento de liberación sexual iniciado en esa década, integraba las tecnologías de intervención hormonal en los cuerpos. Si bien existían antecedentes, como los niños a quienes se castraba para que no perdieran su tono aniñado de voz al crecer, los avances médicos, farmacológicos y tecnológicos irán permitiendo modificaciones cada vez más profundas y radicales en las conformación sexual de los cuerpos. Si hasta este momento las identidades trans operaban sobre aspectos fácilmente modificables encuadrados en las nociones de «travestismo» y «transformismo» (vestimenta, gestualidad, maquillaje, cabello, adornos), los avances tecnológicos comenzaban a operar sobre la anatomía y la fisiología de los cuerpos, de manera profunda e incluso irreversible. Tomarían cuerpo entonces las nociones de «transexualidad» y «transgénero», para dar cuenta de las diferentes opciones que se abrían. El concepto mismo de género, como algo diferente del sexo biológico, aún no existía.
Las técnicas habilitaron también las reasignaciones de sexo para las personas intersexuales, que se volvieron masivas para quienes nacieron a partir de la década de 1960, casi siempre sin consenso adecuado.
A nivel mundial los primeros tratamientos hormonales y quirúrgicos comenzaron en la década de 1930, pero tardarían algunas décadas más en difundirse. En Argentina comienzan a aparecer los primeros casos en la década de 1960. La primera constancia de una operación de cambio de sexo se encuentra en un fallo de 1966 de la Cámara Nacional Criminal y Correccional, que condenó por lesiones gravísimas al médico que a pedido de su paciente quitó el pene y ambos testículos, implantó la uretra en el periné y confeccionó una vulva. En 1974 la justicia deniega una solicitud para realizar una operación de cambio de sexo. La decisión de la justicia argentina bloqueó toda posibilidad de realizar operaciones de cambio de sexo en el país, a diferencia de lo que sucedía en otras partes del mundo. Por el contrario, Chile admitió la legalidad de las operaciones de cambio de sexo consentidas, realizándose la primera en 1973, razón por la cual las personas trans argentinas que podían, debían trasladarse a Chile para realizar la operación, con un costo estimado en 2011 de 12 mil dólares.
Las cirugías serán inusuales en Argentina hasta la década de 1990. Previamente, como «hitos biotecnológicos» se difundieron en Buenos Aires las hormonas femeninas, y luego en la década de 1980 llegó la silicona industrial para modelar los cuerpos.
En sintonía con la aparición de las posibilidades técnicas de cambiar el sexo en la década de 1960, «la transexualidad logró instalarse como fenómeno no sólo al interior del campo médico, sino también como categoría identitaria». La medicina y la psicología comienzan a reexaminar el travestismo/transexualismo. Los dos grandes manuales internacionales en materia de enfermedades y trastornos mentales son el DSM de los Estados Unidos y la CIE de la OMS. Aparece entonces en dichos manuales el «transexualismo», como un «trastorno», distinto del «travestismo». Inicialmente fue considerado una «desviación sexual», cambiando luego a partir de la década de 1980, a «trastorno de la identidad de género»: «dicha categorización tiene como trasfondo la separación conceptual entre sexo, orientación sexual y género que comienza a instalarse en dicho momento histórico».
Para los colectivos trans, que en Argentina se formarán a partir de la década de 1990, el reclamo por el derecho al acceso tratamientos hormonales y quirúrgicos, así como por la despatologización del travestismo y el transexualismo, se volvería un punto central en la agenda, con miras al derecho a determinar el propio género sin intervención médica, exclusivamente a partir de la autopercepción.
Los medios de comunicación, así como el teatro y el cine jugaron un papel relevante en la difusión de las posibilidades de los nuevos tratamientos hormonales y quirúrgicos. La llegada a la Argentina en 1962 de Coccinelle, una de las primeras mujeres trans del mundo, obró como un disparador, tanto de la decisión de miles de personas trans de iniciar tratamientos hormonales y quirúrgicos para transformar sus cuerpos, como de orientar su deseo hacia un nuevo modelo de género transexual, vinculado al mundo del espectáculo, principalmente como vedette. La célebre travesti francesa ya había querido actuar en Argentina en 1960, pero el gobierno de Arturo Frondizi no le concedió la visa «por cuestiones de moral». El gobierno de Frondizi inició las campañas sistemáticas de moralidad con razias y persecuciones a homosexuales y travestis que fueron dirigidas por el comisario Luis Margaride. Por aplicación de los edictos policiales, solo en la Capital Federal eran detenidas entre 110.000 y 170.000 personas cada año.
Coccinelle actuó en el Teatro El Nacional, una de las sedes de la revista porteña, y protagonizó un breve cuadro musical en la película Los viciosos, de Enrique Carreras, en el que también recibe con una muñeca en brazos a algunos periodistas que le preguntan si no era algo infantil y ella responde: «como mujer tengo sólo cuatro años».
Malva, una «maricona» chilena que había migrado a Buenos Aires en 1943 recuerda ese momento con estas palabras:

A partir de “Coccinelle”. De ahí hay… como te diría… hay toda una apertura, algo nuevo que viene. Ellos vienen un montón “siliconados”, cirugías plásticas; la apertura social […] nuevas oportunidades para las mariconas, se inaugura “el travesti artista”, en todos los tugurios; había siempre un número artístico de mariconas y transformistas […]. De ahí se abre un nuevo modo de vida. Una nueva cultura. La cultura del puto artista...
Malva

Pero el modelo transexual de Coccinelle, femenina, blanca, rubia, de ojos verdes, convencionalmente muy bella y heterosexual, era incapaz de incluir a miles de maricas racializadas y pobres. La transición de la identidad «marica» a la identidad «travesti», agravaría aún más sus condiciones de vida, marcadas por la violencia policial, institucional y social, los largos períodos en la cárcel, desalojos, pérdidas de bienes personales, migraciones y marginación de la ciudadanía y el Estado de derecho, que las excluía de plano del mercado de trabajo asalariado. «Muy pocas eran las que podían sobrevivir como artistas. Para Perica, así como para muchas de sus amigas maricas pobres, la única posibilidad de construir esa femineidad soñada será en la prostitución».
Varias maricas comienzan entonces a vestirse con ropa de mujer para ejercer la prostitución, pasando por mujeres. Se instalan en la avenida Libertador, conocida zona de prostitución femenina. Allí arreglan con la policía las coimas para poder trabajar. El modelo exuberante de la «travesti/vedette» ejemplificado por Coccinelle, con una femineidad más osada, les permite ganar clientela. «Si el código moral de la (mujer biológica) prostituta prohibía los besos y el sexo anal como forma de establecer un límite de conductas corporales que separaba ambas identidades (ser mujer/ prostituta), las travestis atraviesan ese límite y allí constituyen un nuevo nicho en el mercado sexual». «Pasar» por mujer fue también una estrategia para evitar el acoso policial porque si se daban cuenta de que eran travestis era mucho más probable que las detuvieran. Las detenciones conllevaban todo un sistema de violencia, que incluían violaciones, cortes de pelo, golpes y otras humillaciones, amén de cobrar las respectivas coimas. La violencia y dureza de esas condiciones de vida elevó drásticamente la posibilidad de ser asesinadas por la policía, un cliente o un amante, o de morir por tristeza y desidia. Los datos de relevamientos realizados décadas después, han confirmado que la esperanza de vida de las travestis es inaceptablemente menor que el de la media de la población, que en 2022 era de 70 años, mientras que la de las travestis y mujeres trans en prostitución, es de la mitad.
En consecuencia en la segunda mitad de la década de 1960 y primera mitad de la década de 1970, «las maricas argentinas entrarán en el teatro de revista como transformistas y en la prostitución como mujeres».
Simultáneamente, en 1967, un grupo de maricas de Lomas de Zamora en el conurbano bonaerense sur, trabajadores la mayoría del servicio estatal de Correo constituyeron, el primer grupo LGBT+ de Argentina. Esto sucedió dos años antes de los Disturbios de Stonewall, cuando casi no existía ninguna organización LGBT+ en el mundo y no había ninguna en Íberoamérica. La mayoría de sus miembros eran trabajadores originarios de las provincias de Tucumán, Santiago del Estero y La Rioja, que vivían en el conurbano bonaerense, que habían adoptado la identidad y la cultura propia de «las maricas» del conurbano, incluyendo el uso del «carrilche». El grupo estaba liderado por fundado por Héctor Anabitarte y Luis Troitiño, se reunía semanalmente y comenzó a editar un boletín mimeografiado bajo el nombre de Nuestro Mundo, del que se imprimían secretamente y distribuían un centenar mano a mano. La editorial del primer número decía:

Esta publicación no pretende difundir la homosexualidad, pretende reflejarla tal como es realmente, sin tergiversaciones. Al menos ese es nuestro propósito. Pretende que se reflexione profundamente sobre una característica humana que hoy se parece al problema de los leprosos en el medioevo. Pretende polemizar en un nivel de franqueza y honestidad dejando de lado prejuicios ignorancia y "tradiciones".

Los artículos sobre Nuevo Mundo publicados en diarios y revistas de circulación nacional llevaron a que algunos grupos de homosexuales que se reunían privadamente buscaran tomar contacto con el grupo de Lomas de Zamora. Juan José Hernández conocía a Abitarte y promovió una reunión en agosto de 1971, en la casa de Blas Matamoro en el barrio de Once de la Capital Federal, en la que se constituyó el Frente de Liberación Homosexual (FLH), que adoptó ese nombre traduciendo el nombre del Gay Liberation Front que se había creado en Estados Unidos dos años antes. Allí estaban también entre otros Rubén Massera, Pepe Bianco, Manuel Puig, Teddy Paz, Juan José Sebrelli y Adelaida Gigli, la única mujer. Debido a los escasos recurso y la exigencia de muchos de sus miembros de mantener en reserva su identidad, el FLH decidió funcionar en grupos autónomos. De este modo el grupo de Lomas de Zamora que editaba el boletín  adoptó el nombre de Grupo Nuestro Mundo, mientras que el grupo de Once, adoptó el nombre de Grupo Profesionales. Poco después se sumó un grupo de Avellaneda liderado por Néstor Perlongher y Sergio Pérez Álvarez que adoptó inicialmente el nombre de Intelectuales y luego Grupo Eros, que se volvería el más activo y militantes del FLH.
El FLH se constituyó así como la referencia común para un «archipiélago» de grupos autónomos. A los tres iniciales se fueron sumando otros grupos: Bandera Negra (anarquistas), Grupo Safo (lesbianas), Emanuel (cristianos), Alborada, Triángulo Rosa (en referencia a los judíos que habían padecido el Holocausto en manos de la homofobia nazi), Grupo Parque (movimientos contraculturales) y Católicos Homosexuales Argentinos. Entre las personas que integraron el FHL se encontraban también Marino Suarez, Marcelo Benítez, Eduardo Todesca, Néstor Latrónico, Juan Carlos Vidal, Rubén Mettini y Ruth Mary Kelly. 
El FLH intentó insertarse en la izquierda peronista liderada por Montoneros y participó de las marchas de apoyo al gobierno democrático peronista que desalojó a la dictadura en 1973. El apoyo del FLH al peronismo de izquierda fue utilizado entonces por los sectores de derecha (peronista y antiperonista) para desprestigiar a la izquierda peronista. El 20 de julio de 1973, al cumplirse un mes después de la Masacre de Ezeiza, las organizaciones de la derecha peronista, publicaron una solicitada en los diarios en la que denunciaban que el peronismo estaba siendo "infiltrado" por la "traición siniestra", mencionando a "Montoneros, con sus drogadictos, homosexuales y mercenarios...". La respuesta de la izquierda peronista fue rechazar a las organizaciones LGBT+, adoptando una consigna homofóbica ("No somos putos, no somos faloperos, somos soldados de FAR y Montoneros"), que limitó la inserción del incipiente movimiento LGBT+ argentino, en el proceso de cambio que abrió la presidencia de Cámpora. El mismo rechazo a los reclamos del movimiento LGBT+, se presentó en los demás sectores de izquierda y centro izquierda, como el socialismo, el comunismo, el guevarismo, el trosquismo y el alfonsinismo. Tendrían que pasar aún tres décadas, para que las fuerzas políticas argentinas incluyeran en sus programas las reivindicaciones de la diversidad sexual y de género.
Las maricas lideraron el FLH, pero las identidades trans, como tales estuvieron ausentes, porque de hecho aún no se había constituido. No es un dato menor que uno de los fundadores del FLH fuera Manuel Puig, quien cinco años después escribiría El beso de la mujer araña inaugurando la literatura trans en Argentina.

### Los '70: travestis
«Hacerse travesti implicó una experiencia corporal cualitativamente diferente a la de las maricas de la generación anterior, por la
aparición de nuevas tecnologías para feminizar los cuerpos de forma permanente, contribuyendo a afianzar la consistencia en el uso del femenino para referirse a sí mismas y a otras travestis». La emergente identidad «travesti», derivada del modelo Coccinelle y la vedette, se diferenciará del resto del abanico LGBT, creación de un tipo de cuerpo y una performance acentuadamente femenina, cargada de erotismo, produciendo «una visualidad de super-mujeres». Ana Álvarez ha detectado también que, junto a la identidad travesti se desarrolló otra identidad emparentada, que recibía el nombre de «marica chicharra», debido a la intención de ser visibles.
Al comenzar la década de 1970 resulta evidente para el mundo del espectáculo que los shows de travestis garantizan la ganancia. En julio de 1971 visitaron Buenos Aires Les Girls, un grupo de vedettes travestis brasileñas, que se presentaron en el teatro El Nacional. Con ellas el término «travesti» migró de Brasil a la Argentina y empezó a ser utilizado con frecuencia.
En ese momento surgen las primeras vedettes travestis argentinas. Hay coincidencia que la primera fue Vanessa Show, que en 1972 formó parte del elenco de la película Las píldoras, una comedia argentina dirigida por Enrique Cahen Salaberry, con Susana Brunetti y el comediante Darío Vittori. 
Jorge Perez Evelyn fue el primer travesti en llegar a la Calle Corrientes como vedette compartiendo escenario con estrellas como Estela Raval, Chico Novarro y la vedette del Moulin Rouge de París. Evelyn hizo cuatro revistas musicales como primera vedette en la calle Corrientes y tuvo que abandonar el país por amenazas de muerte dejadas en su camarín en Sans Souci.
Rápidamente aparecieron otras talentosas vedettes travestis como Ana Lupez, Graciela Scott y Dominique Sanders. Se hizo habitual en las revistas y espectáculos porteños incluir vedettes travestis.
En 1975 se realizó la película Mi novia el travesti, dirigida por Enrique Cahen Salaberry y protagonizada por Alberto Olmedo, que sufrió la censura al ser reemplazado el actor/actriz trans Jorge Pérez Evelyn por Susana Giménez, modificado el título por Mi novia el..., y eliminando el final, por otro heterosexual, con el argumento oficial del gobierno que "en la Argentina no existe el travestismo”. La película formaba parte de un género de la picaresca argentina surgido en esos años y promovido por la pareja artística y romántica que formaban Ayala-Olivera, que incluía gran cantidad de personajes LGBT+, «y si bien se pueden juzgar muchas de ellas con una dimensión ofensiva, hay ciertas desviaciones valiosas». La película fue un éxito de taquilla.
En la primera mitad de la década de 1970, personas que se autoidentificaban como "maricas" desde la década de 1950, comenzaron a derivar, unos hacia una identificación masculina («devenir gay»), y otras hacia una identificación femenina («devenir travesti») recurriendo a las nuevas posibilidades de cambios corporales permanentes que permitían los avances biotecnológicos. La mayoría seguía identificándose como «maricas» y eran ambiguas en el uso del masculino o femenino para autoreferirse. Carla Pericles, entrevistada por Ana Álvarez dice categóricamente que «Éramos maricas vestidas de mujer… (no éramos travestis)». Aún con pocos recursos las maricas habían comenzado a modificar sus cuerpos de manera permanente, con hormonas, con modulaciones de la voz, con una gestualidad marcadamente femenina, con dispositivos caseros para afeminar la nariz, o con rellenos y otros artificios en la vestimenta que les permitieran formar «cuerpos» más femeninos. La denominación que encontraron para autoidentificarse fue «maricas chicharras o quemantes», por la visibilidad que les causaban los cambios corporales.
Pero a su vez, la visibilidad de los cambios en los cuerpos profundizó un triple proceso de exclusión y marginación, familiar, social y laboral, que las/los forzó a prostituirse masivamente. Los testimonios laborales se repiten: «Me puse a trabajar en el Spinetto, en limpieza. Estuve trabajando dos años y me llevaba bien con la gente (…). Cuando iba a pasar a planta, se dieron cuenta que tenía pechos y los dueños no me aceptaron». La prostitución agravó a su vez las condiciones de vida de las maricas, especialmente su exposición a la violencia policial. A pesar de que las contravenciones establecidas en los edictos policiales (2F y 2H) habían sido diseñadas como infracciones de baja gravedad, con penas que no superaban los 30 días de cárcel, la mayoría de ellas pasaron muchos años en prisión.

### Dictadura y terrorismo de Estado

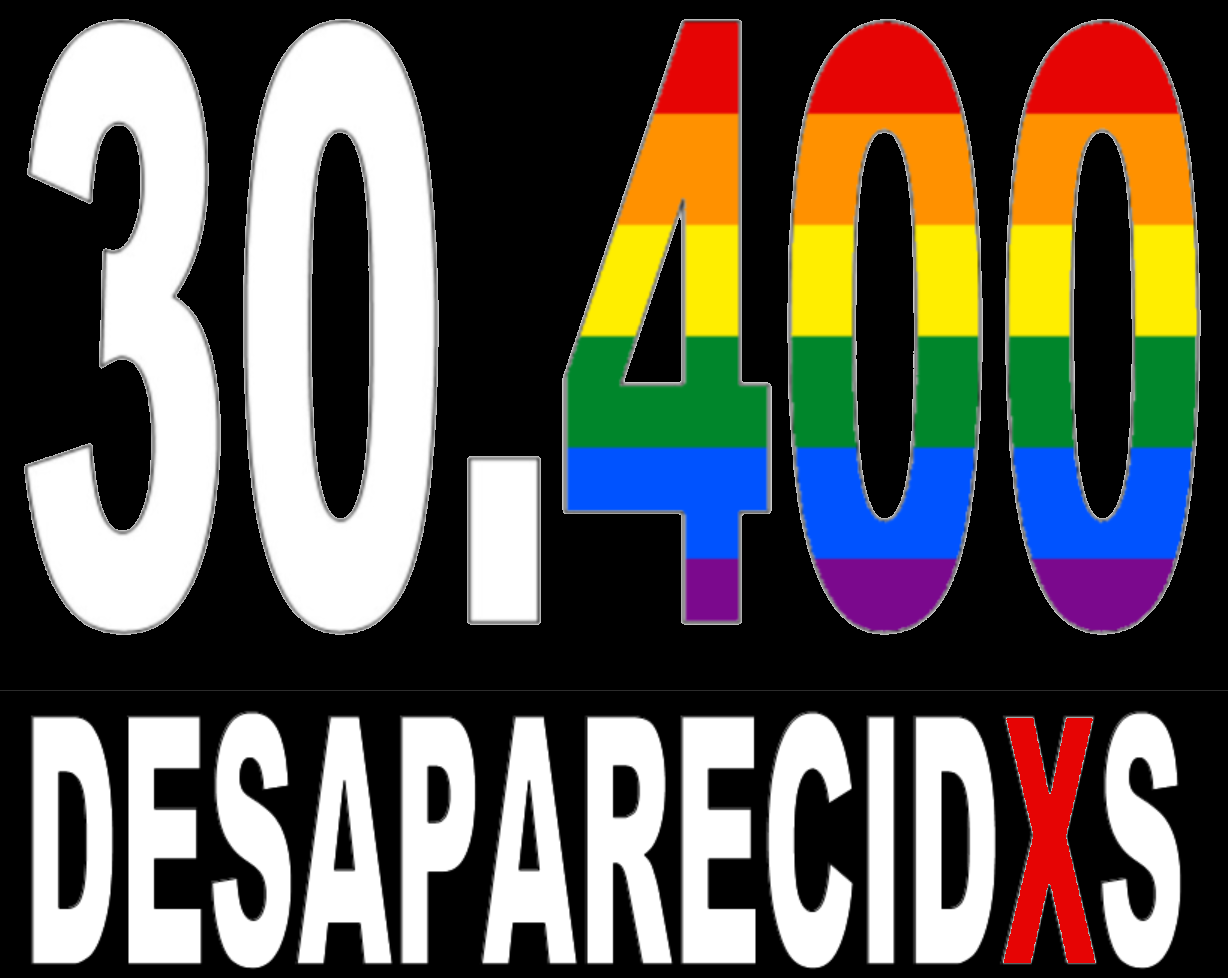
Pancarta de las organizaciones LGBT+ argentinas para visibilizar a las personas LGBT+ desaparecidas durante la última dictadura.

El 24 de marzo de 1976 asumió el poder una dictadura cívico-militar y eclesiástica, que impuso un régimen generalizado de terrorismo de Estado, que suprimió la actividad política, sindical, estudiantil y cultural, sobre todo si era calificada «de izquierda» o «peronista». La represión llevó a la disolución de las organizaciones y grupos LGBT que se habían constituido a partir de 1967. 
En esas condiciones la presencia de las maricas/travestis en las calles, ejerciendo la prostitución, o incluso en los espectáculos teatrales se volvió altamente riesgosa, llevando a que muchas de ellas emigraran a otros países.
De 1976 data la publicación en Barcelona de El beso de la mujer araña, novela de Manuel Puig que, por su importancia y difusión internacional, se considera un clásico fundamental de la literatura LGBT+ mundial. Prohibida en Argentina donde fue leída clandestinamente, la novela de Puig -llevada también exitosamente al cine, multipremiada y merecedora de un premio Oscar- trata de la relación amorosa entre dos presos en una cárcel argentina. Uno de ellos, Valentín, es un militante de izquierda, heterosexual con formación machista, detenido por la dictadura sin orden judicial por instigar una huelga; y el otro, Molina, es una «loca» o «puto» (así se denomina) condenada a ocho años de prisión por corrupción de menores (capítulo VIII). Puig, miembro fundador del Frente de Liberación Homosexual en 1971, se inspira por un lado en la figura de la cultura de las «maricas» o «locas» que fundaron y fueron el motor principal del FLH, y por el otro en el machismo vigente en las organizaciones de izquierda en aquellos años, que rechazaban las disidencias sexuales y mantenían una actitud abiertamente homotransfóbica. La crítica ha destacado la mirada queer de la novela, en donde se desdibujan los binomios homo/hetero u hombre/mujer y se conforma en la figura de Molina una identidad transgenérica, muchos años antes de que surgiera la categoría «transgénero», a comienzos de la década de 1990:  

-¿Y todos los homosexuales son así?
-No, hay otros que se enamoran entre ellos. Yo y mis amigas somos mu-jer. Esos jueguitos no nos gustan, ésas son cosas de homosexuales. Nosotras somos mujeres normales que nos acostamos con hombres.
Diálogo entre Valentín y Molina, El beso de la mujer araña

El terrorismo de Estado persiguió con saña a las disidencias sexogenéricas y especialmente a las «locas», «mariconas», «travestis» y demás identidades trans que se estaban conformando en aquellos años. Pero a diferencia de las disidencias políticas y sindicales, en esta caso la violencia fue completamente invisibilizada. La activista Ivanna Aguilera, detenida durante la dictadura, explica las razones que llevaron a la dictadura a perseguir a la comunidad trans:

Mi militancia política era mi identidad de género. Mi arma y mis balas eran mi voz, mi presencia en la calle. Era considerada extremista, subversiva, enemiga de la patria, por el simple hecho de haber nacido hombre y haber elegido vivir como mujer... Nosotras éramos NN antes de desaparecer.

Se calcula que entre las personas detenidas-desaparecidas, asesinadas por la última dictadura, hubo al menos 400 personas pertenecientes a las disidencias sexuales, probablemente la mayoría de ellas trans, razón por la cual las organizaciones LGBT+ reivindican el número «30.400», como un modo de visibilizar el terrorismo de Estado ejercido contra las sexualidades y géneros disidentes.

### Restauración de la democracia

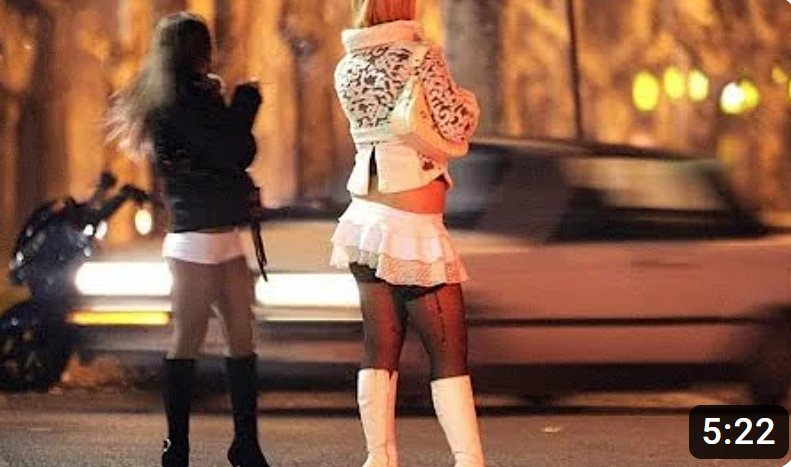
Prostitución trans en Salta (2016). La posibilidad que abrió la biotecnología de producir cambios permanente en los cuerpos y la paralela transfobia social, excluyó a las travestis y transexuales del mercado laboral asalariado forzándolas a trabajar como prostitutas.

Con la derrota en la Guerra de Malvinas (1982), la dictadura colapsó y se vio obligada a realizar elecciones libres para que se pudiera establecer un gobierno democrático, que asumió el 10 de diciembre de 1983, considerado en Argentina como Día de la Restauración de la Democracia. El nuevo gobierno democrático creó una Comisión Nacional sobre la Desaparición de Personas para que investigara las violaciones a los derechos humanos cometidas durante la dictadura y promovió el enjuiciamiento de las tres primeras juntas militares, algunos de cuyos integrantes fueron condenados a cadena perpetua y otras serias penas de prisión.
Sin embargo las violaciones de derechos humanos cometidos contra personas LGBT+, fueron intencional y secretamente excluidas del informe de la Conadep. Uno de los nuevos líderes del movimiento LGBT+, Carlos Jáuregui, en un artículo publicado en 1996 en la revista NX, dice que, uno de los miembros de la Conadep, el rabino Marshall Meyer le dijo «que la Comisión había detectado en su nómina de diez mil personas denunciadas como desaparecidas, a cuatrocientos homosexuales. No habían desaparecido por esa condición, pero el tratamiento recibido, afirmaba el rabino, había sido especialmente sádico y violento, como el de los detenidos judíos.» La Conadep ha sido criticada por esa revictimización de las personas desaparecidas con identidades LGBT+ y la invisibilización de su memoria, mientras que desde diversos sectores se ha reclamado levantar las consignas como "30.400 desaparecidxs presentes", "el Nunca Más de los 400", o «La memoria no es un privilegio heterosexual».
La restauración de la democracia permitió el resurgimiento de la militancia y las organizaciones LGBT+, principalmente gay (homosexuales masculinos) y en menor medida lésbica. En 1984 se creó la Comunidad Homosexual Argentina (CHA), aunque no se le concedió la personería jurídica hasta 1991. Las comunidades trans aún no se habían conformado como tales y se mantuvieron fuera de las primeras organizaciones LGBT+. Por otra parte el gobierno democrático adoptó una postura represora de las disidencias sexuales, mantuvo en vigencia los edictos policiales que prohibían «causar escándalo público e incitación al acto carnal» (2F) y «vestir prendas contrarias al género» (2H), y mantuvo las razias policiales contra personas LGBT+, represión que castigaba en mayor medida a las travestis.
Los años '80, posteriores a la restauración democrática, serán los de la consolidación de la identidad travesti, ya desprendidas del perfil de «marica». Peyorativamente se usaba la expresión «trava» -que luego sería reapropiada, utilizada en masculino. Por otra parte aún no había aparecido la categoría «transgénero», que se difundiría a partir de los años '90. En Buenos Aires las travestis conformarían una zona exclusiva de prostitución en «la Panamericana», el acceso norte a la ciudad. La zona se vuelve un éxito y crece rápidamente, al igual que el abuso policial, que alternaban entre secciones para que una sección les cobrara la coima y otra sección las detuviera.
Además de las detenciones y extorsiones policiales, comenzaron a sucederse asesinatos de travestis, por policías y clientes. Apareció también una modalidad nueva que consistía en dispararle a las travestis desde autos que pasaban a alta velocidad, probablemente por grupos parapoliciales. A su vez la violencia contra las travestis se hizo visible en la prensa amarilla, que es precisamente la que generaliza el uso del término «travesti».
La época se caracteriza por ser el momento en que empieza a utilizarse masivamente los implantes de silicona industria para moldear los cuerpos trans. «La introducción de la silicona produce transformaciones radicales tanto en las propias travestis como en su nicho, en la prostitución».
Lohana Berkins, quien se convertiría poco después en la primera travesti en liderar un proceso de organización trans, destacaba la importancia de la silicona en los cuerpos y la subjetividad transgénero:

Muchas travestis dicen que nuestra vida cambió con la silicona porque ya empezó la competencia por la silicona, la que tenía y la que no tenía. Antes todas se rellenaban, nunca se sabía cómo era el cuerpo de cada quién. Cada una se iba al baño, se montaba. Y ya después con la silicona, salíamos todas chorreando, con la tanguita porque había que mostrar. El tema del cuerpo, como la cirugía, te daba un status. La belleza también.
Lohana Berkins

Otra travesti de esos años contaba que:

Yo quería cuerpo. Quería ser exuberante, ser como todas, tener ese cuerpo. Quiero ser imponente, quiero que los hombres me vean y se mueran. La primera vez, cuando tenía 13 años, empecé a tomar hormonas y tenía como tetitas, pero después me quería poner siliconas pero era muy cara. A los 16 años dije ‘me voy a poner las tetas...entonces me iba a trabajar todos los días y ahorraba... No podía guardar plata porque vivía (cayendo) presa. Entonces, la primera vez me puse fue un cuarto (litro) y un cuarto (litro) de siliconas. Me quedó chiquita, unas tetas chiquitas, 85, 90. No alcanzaba. A los 17 me hice las caderas.

En esos años aparece como modelo travesti la vedette Moria Casán, cuyo cuerpo como el de muchas otras vedettes también fue sometido a transformaciones quirúrgicas. La propia Casán se autodefinió repetidamente como «trans», «travesti» y «transformista». Moria Casán encarnó un famoso personaje llamado Rita Turdero, «la Pantera de Matadero», de un barrio humilde de Buenos Aires que ejercía la prostitución («Somos antidivorcistas... El ochenta por ciento de nuestros clientes son casados»). En el under porteño apareció Batato Barea, que desarrolló un tipo de teatro performático cuestionando la polaridad de género y valorando estéticamente los cuerpos travestis, con figuras como Humberto Tortonese, Mosquito Sancineto y Klaudia con K, entre otras.

### Década del '90: la organización del colectivo trans

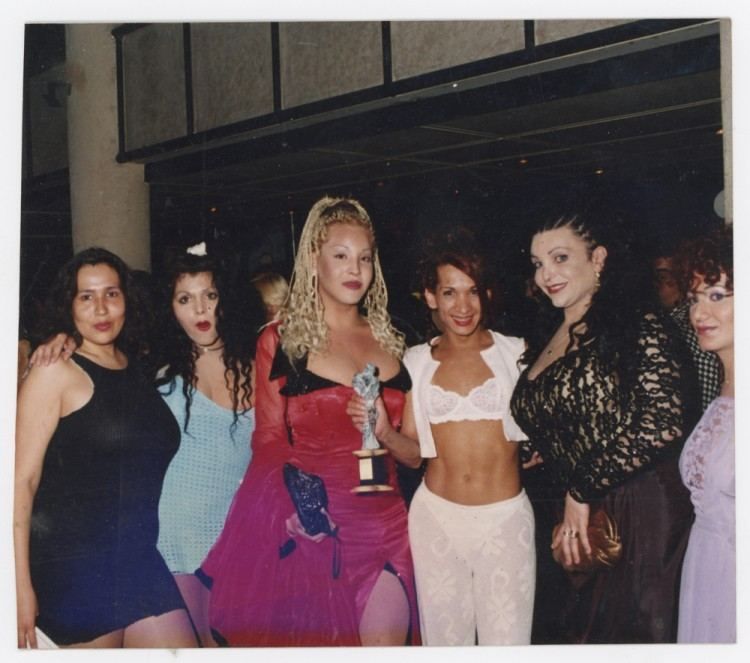
Militantes trans en 1998: Lohana Berkins, María Belén Correa, Nadia Echazú, Claudia Pía Baudracco, Jeanette Contreras.

La década de 1990 será el momento de la organización del colectivo trans en Argentina. Mundialmente, la publicación de El género en disputa (1990) de Judith Butler dio origen a la teoría queer, que cuestiona el binarismo sexual propone una desencialización de los sexos, los géneros y las identidades. Tres años antes Sandy Stone había escrito The Empire Strikes Back: A Posttranssexual Manifesto (El Imperio contraataca: un manifiesto posttransexual), mediante el cual la categoría «transgénero» ingresa al mundo académico.
El 17 de mayo de 1991 Karina Urbina, considerada la primera militante trans de Argentina, realiza un acto individual de pie frente a la Corte Suprema, con un cartel que dice:

Somos personas. Cambio de sexo en Argentina y reconocimiento legal. Señores jueces, nos marginan al negar nuestro derecho a la identidad.

Urbina venía reclamando ante la justicia el reconocimiento de su identidad femenina desde 1982, sin resultados. El acto individual llamó la atención social sobre las personas trans, desencadenando la adhesión a su reclamo por organizaciones como el Centro de Estudios Legales y Sociales (CELS), las Abuelas de Plaza de Mayo, la Comunidad Homosexual Argentina (CHA), GaysDC, el Servicio Paz y Justicia presidido por Adolfo Pérez Esquivel, así como varios parlamentarios y periodistas.
Con ese respaldo Urbina fundó a comienzos de 1992 la primera organización trans de Argentina, Transexuales por el Derecho a la Vida y la Identidad (Transdevi), y poco después integró la Comisión Organizadora de la Primera Marcha del Orgullo realizada en Argentina, el 2 de julio de 1992.
En 1993 se crearon Travestis Unidas, liderada por Kenny De Michellis y ATA (Asociación de Travestis Argentinas), que en los años siguientes, a medida que las identidades trans iban diversificándose, modificaría su nombre y sigla para incluir también «transexuales» y «transgénero», para quedar finalmente como Asociación de Travestis, Transexuales y Transgéneros de Argentina (ATTTA), una de las organizaciones trans que se consolidaron en las décadas siguientes. Entre las activistas que se destacaron en la fundación de la ATA/ATTTA se encuentran Claudia Pía Baudracco, María Belén Correa, Dahiana Diet, Alejandra Romero, Cinthia Pérez, Wendy Leguizamón, Veruska, Fidela Colman, Sara Gómez y Jeanet Contreras.
Las primeras organizaciones trans concentraron sus reclamos para exigir la derogación de los edictos policiales y la descriminalización del ejercicio de prostitución. En 1995 se dio una división al interior ATA, debido a la postura frente a la prostitución entre abolicionistas y regulacionistas. Las abolicionistas lideradas por Lohana Berkins constituyeron la Asociación de Lucha por la Identidad Travesti Transexual (ALITT). Ambas organizaciones se consolidarían en las décadas siguientes.
El travestismo organizado participó activamente de los debates de la Asamblea Estatuyente de la Ciudad de Buenos Aires de 1996, proponiendo la  inclusión de la «orientación sexual», como causal de discriminación prohibida, algo que, como reveló años más tarde Lohana Berkins, no resultó útil para proteger a las personas trans. Un año después las organizaciones LGBT+ logran la derogación de los edictos policiales en Buenos Aires que perseguían la prostitución y el travestismo, que serían luego derogados en todas las provincias en los quince años siguientes.
La obtención de la primera de las reivindicaciones del movimiento trans, llevó a las organizaciones existentes a profundizar sus reivindicaciones orientándose al reconocimiento legal de sus identidades, las cuestiones ligadas a la cobertura de salud -principalmente el HIV/sida- y a generar políticas públicas orientadas a la creación de oportunidades de trabajo, que permitieran evitar que la prostitución sea la única opción laboral de las mujeres trans.
Durante la década de 1990 proliferaron de clínicas de cirugía estética en todo el país. Las jóvenes travestis volvieron su mirada hacia las modelos famosas e irán abandonando la figura de la vedette. Hacia fines de siglo el uso de la palabra «travesti» para autodenominarse sigue siendo dominante, pero algunas comienzan a usar «mujeres transgénero» o directamente «trans», consolidándose esta última expresión.

## SigloXXI

### Los 2000: las leyes trans

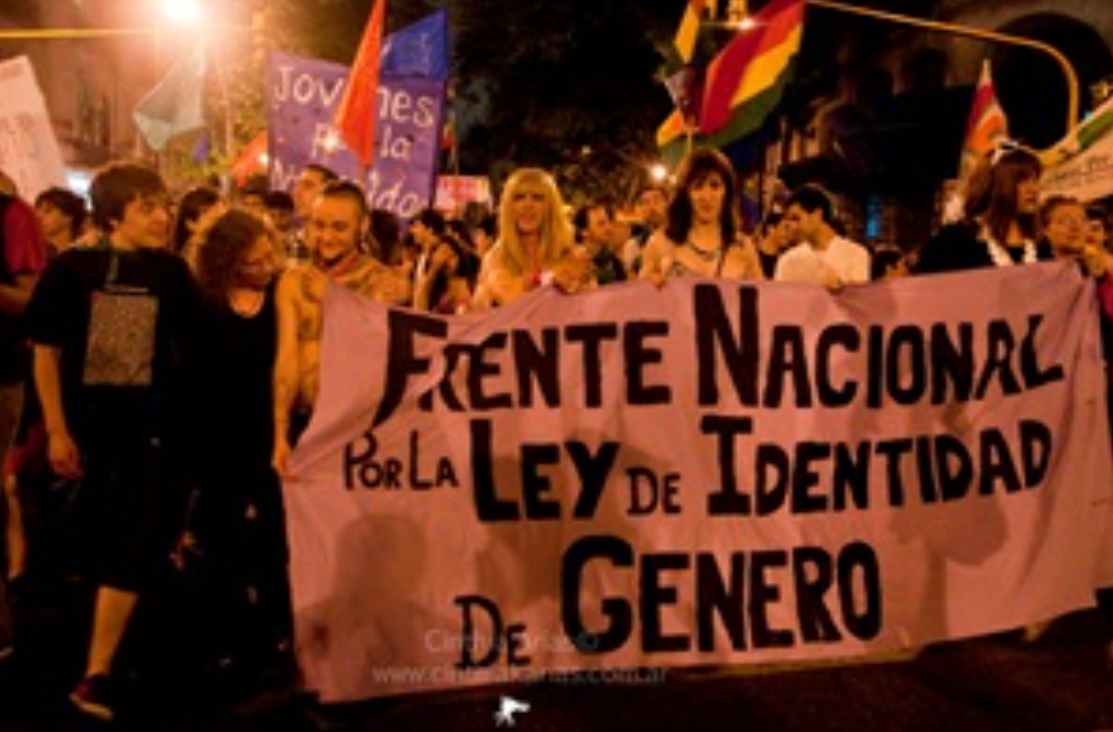
El sábado 5 de noviembre de 2012 miles de personas marcharon por Avenida de Mayo hasta el Congreso reivindicando como primera consigna de este año, «Ley de Identidad de Género ya!”. Estuvieron presentes, entre otras, la Federación LGBT y el Frente por la Ley de Identidad de Género, organizaciones que presentaron los principales proyectos de ley.

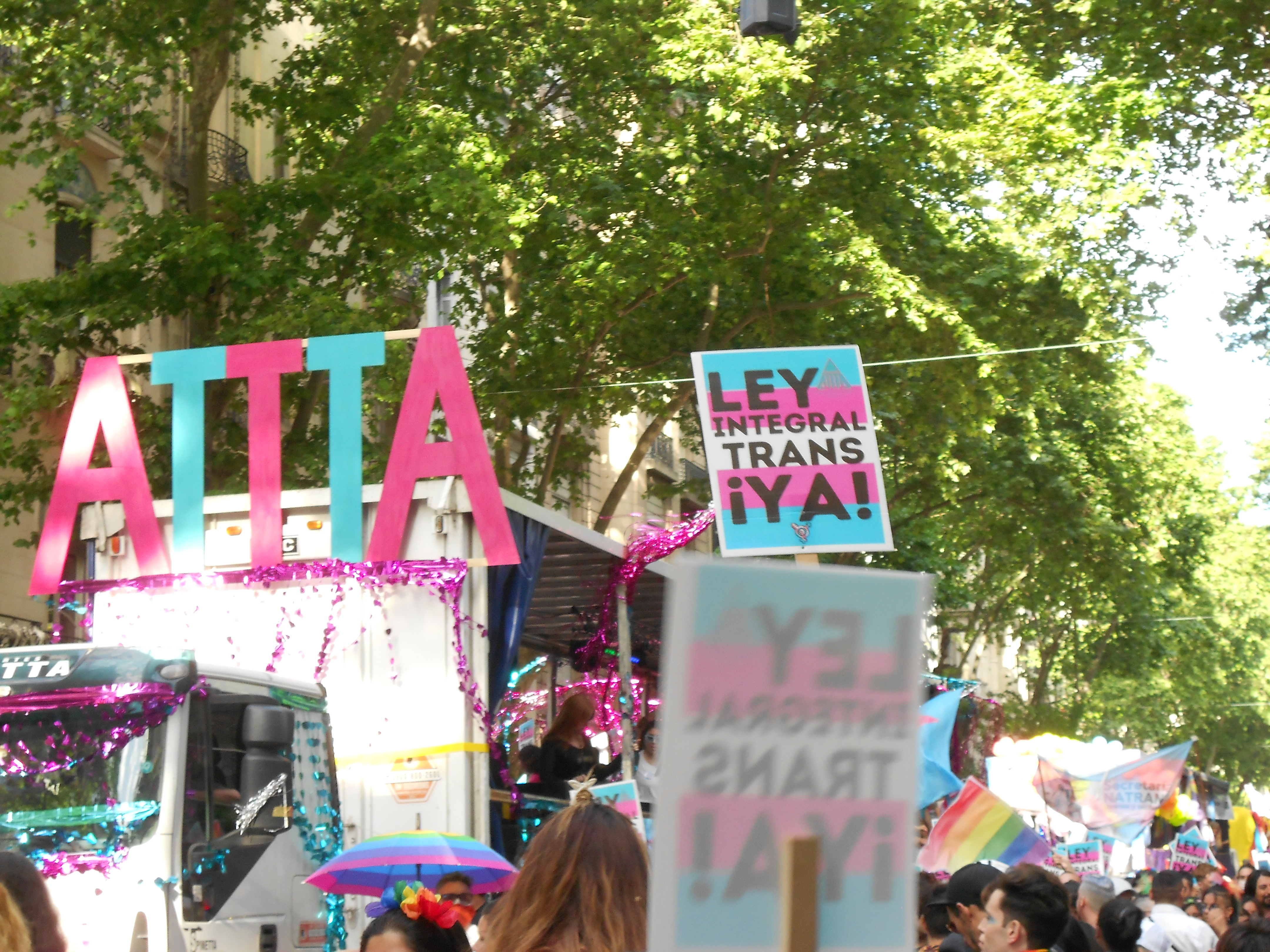
«¡Ley Integral Trans Ya!». ATTTA. Marcha del Orgullo de Buenos Aires de 2021.

El siglo XXI verá una gran expansión del movimiento LGBT+ en todas sus ramas, de la mano con el movimiento feminista, conquistando leyes estructurales en materia de derechos civiles y reconocimiento de diversas identidades sexo-genéricas, que tendrán cuatro puntos culminantes: la Ley de Matrimonio Igualitario de 2010, la Ley de Identidad de Género de 2012, la Ley de Reproducción Asistida de 2013 y el nuevo Código Civil y Comercial de 2015.
En 2005 se conformó la Federación Argentina de Gays, Lesbianas, Bisexuales y Trans (FALGBT). Una de las organizaciones fundadoras fue ATTTA. Ello le permitió trabajar mancomunadamente tanto con otras organizaciones como en distintas provincias del país, con el objetivo de “generar una estructura a nivel nacional que potenció la proliferación de organizaciones en aquellas provincias donde previamente no las había, o estaban escasamente desarrolladas. Por su parte ALITT, comenzó a obtener resultados en su estrategia de comprometer al Estado con una política de empleo para personas trans, y recibió la primera donación de máquinas de coser por medio del Programa “Ayudas Urgentes” del Ministerio de Desarrollo Social de la Nación. 
Siempre en 2005 Lohana Berkins publicó el libro La gesta del nombre propio: informe sobre la situación de la comunidad travesti en Argentina, la primera investigación con datos concretos que se hacía en la Argentina. La compulsa, con el apoyo de las organizaciones trans,  entrevistó a cientos de travestis en el Gran Buenos Aires y Mar del Plata. Se detectó una altísima mortalidad por sida (62%), siendo el asesinato la segunda causa de muerte. El 91,4% de las travestis fue víctima de algún tipo de violencia, casi todas incluyendo la violencia policial (85,8%), que a su vez estaban generando unas 300 denuncias por año. Un 45% de las travestis y transexuales entrevistadas no atendía su salud, principalmente desalentadas por la discriminación y el miedo. El 79,1% ejercía la prostitución. El 87,7% había modificado sus cuerpos (82,2% siliconas, 66,3% hormonas y 31,8% implantes), generalmente en condiciones precarias. Un 77% vivía en viviendas alquiladas u hoteles/pensiones, con serias dificultades para alquilar por falta de ingreso formal. En cuanto a la educación, las encuestadas manifestaron la existencia de un alto nivel de violencia (tercero en importancia luego de la policía y la calle) y discriminación en el sistema escolar, que lleva a la expulsión del sistema educativo formal.
Más adelante ATTTA incorporaría una agrupación de hombres trans (Hombres Trans ATTTA), y se conformaría también la organización Hombres Trans Argentinos (HTA).
En noviembre de 2006 fueron enunciados, desde las Naciones Unidas, los Principios de Yogyakarta, sobre la aplicación de la legislación internacional de derechos humanos con relación a la orientación sexual y la identidad de género. Los Principios reconocen los puntos de vista básicos que venían reclamando las organizaciones LGBT+, incluyendo las trans. Entre los redactores de los Principios de Yogyakarta se encontraba el activista e investigador trans argentino Mauro Cabral. Ese mismo año Cabral definió la «transgeneridad» del siguiente modo:

La transgeneridad constituye un espacio por definición heterogéneo, en el cual conviven –en términos no sólo dispares, sino también enfrentados- un conjunto de narrativas de la carne, el cuerpo y la prótesis, el deseo y las prácticas sexuales, el viaje y el estar en casa, la identidad y la expresión de sí, la autenticidad y lo ficticio, el reconocimiento y la subversión, la diferencia sexual y el sentido, la autonomía decisional y la biotecnología como instrumento que es, a la vez, campo de batalla. Es, por lo tanto, un espacio atravesado por una multitud de sujetos en dispersión (…) y (por) tod*s aquell*s que, de un modo u otro, encarnamos formas de vida no reducibles ni al binario genérico ni a los imperativos de la hétero o la homonormatividad.
Mauro Cabral

Por entonces ya hacía casi una década que se realizaban en el país operaciones de cambio de sexo, pero las personas que querían realizarlo debían atravesar largos e inciertos procesos judiciales, con diversos criterios según el tribunal y las provincia.
Entre los fallos que sentaron las bases jurisprudenciales de las leyes enunciadas en el párrafo anterior, se destaca la decisión del juez marplatense Pedro Hooft autorizando a la joven Tania Luna a cambiar el DNI con el fin de reconocer su identidad femenina sin realizarse una cirugía de reasignación sexual, sentando precedente histórico en Latinoamérica y el Caribe.
En 2008 la joven marplatense Tania Luna sienta un precedente jurisprudencial histórico a lograr una sentencia del juez Pedro Hooft autorizándola a modificar el DNI con el fin de reconocer su identidad femenina sin realizarse una cirugía de reasignación sexual, sentando precedente histórico en Latinoamérica y el Caribe. Luna, junto a la CHA, hizo público el fallo y los obstáçulos que debió sortear, dando comienzo al proyecto para la posterior sanción de la Ley de Identidad de Género en 2012, que consagró el derecho a la autopercepción de la identidad de género, sin exigencias médico-psicológicas y la gratuidad de los tratamientos.

### Década de 2010
En 2010 el Congreso de la Nación aprobó la Ley de Matrimonio entre Personas del Mismo Sexo, conocida como Ley de Matrimonio Igualitario, reconociendo también el derecho a adoptar niños de las personas LGBT+. La sanción de la ley fue impulsada y acompañada por una movilización masiva de amplios sectores de la población. Las organizaciones de personas trans decidieron dar máxima prioridad a la sanción de una ley de identidad de género, por la que venían luchando sin éxito, aunque existían algunos fallos judiciales que habían reconocido el derecho a determinar la propia identidad de género. A fines de ese año la actriz travesti Florencia de la V dio a conocer que había obtenido un fallo judicial autorizándola a rectificar su nombre y sexo en el documento de identidad.
En 2010 varias organizaciones LGBT+ constituyeron el Frente Nacional por la Ley de Identidad de Género (FNLIG) con la consigna «Ley de identidad de Género ¡Ya!». El FNLIG estaba encabezado por Lohana Berkins (Cooperativa Nadia Echazú), Mauro Cabral (Global Action for Trans* Equality, GATE), Diana Sacayán (Movimiento Antidiscriminatorio de Liberación), Blas Radi, (militante trans independiente) y Marlene Wayar (Futuro Transgenérico). El 11 de noviembre, el Frente presentó su proyecto de ley al Congreso. Por su parte la Federación LGBT también había presentado un proyecto. Ambos proyectos insistían en que la ley no sólo debía permitir el cambio de género y nombre en el registro de identidad de las personas, sino que no debía exigirse ningún trámite médico o psicológico previo, y además debía garantizarse la gratuidad de los procedimientos médicos de transformación corporal. Desde 1995 fueron presentados distintos proyectos de ley que tenían por objetivo unificar los criterios legales de acceso al cambio de nombre y sexo registral. Hasta 2012 ninguno había sido tratado, perdiendo sucesivamente estado parlamentario.
En esta oportunidad el proyecto tuvo un fuerte apoyo político y el 18 de agosto de 2011 las comisiones de la Cámara de Diputados comenzaron a tratar los cuatro proyectos presentados, alcanzando el 8 de noviembre un dictamen de mayoría. El 30 de noviembre, última día de sesión del año, el fue aprobado por el pleno de la Cámara de Diputados, por 168 votos a favor, 17 en contra y 6 abstenciones. Al año siguiente, apenas una semana después de reiniciado el trabajo parlamentario, fue tratado por la Cámara de Senadores que aprobó la ley con 55 votos a favor, una abstención y ningún voto en contra. La ley llevó el número 26.743, contempló las exigencia de los movimientos LGBT+ y fue promulgada por la presidenta Cristina Fernández de Kirchner sin vetos parciales.
El notable avance en el reconocimiento de los derechos LGBT+, no fue obstáculo para que se produjeran episodios homofóbicos y transfóbicos de alto perfil, en particular el que protagonizó el periodista Jorge Lanata al sostener en términos destemplados, que la conductora trans Flor de la V no era mujer, sino «un trava con documento de mina», aun cuando ella hubiera establecido legalmente que autopercibía su género como mujer.
El 11/11/2011 se funda el primer Bachillerato del Mundo para personas TTNB MOCHA CELIS, en honor a una travesti asesinada en 1996. 
Luego de la experiencia de la primera cooperativa escuela NADIA ECHAZU, se crea la escuela secundaria con el madrinazgo de Lohana Berkins, permitiendo así el acceso a la educación que había sido vedado para la comunidad. Actualmente hay más de 15 espacios educativos en argentina y Latinoamérica que nacen bajo la inspiración de Mocha Celis.
En 2019 la escritora cordobesa travesti Camila Sosa Villada (n. 1982) publicó su primera novela Las malas, obteniendo un éxito internacional que la convirtió en una de las escritoras más destacadas de América Latina. Galardonada con el Premio Sor Juana Inés de la Cruz 2020, la obra tiene como protagonista a la Tía Encarna, una travesti que ejerce la prostitución en la zona roja del parque Sarmiento en Córdoba Capital, que actúa como madre protectora otras travestis. Sosa Villada ha recurrido al concepto de «transescritura» para definir una literatura que emerge del «cuerpo y la identidad», que tiene como antecedentes a otras escritoras trans argentinas, como Susy Shock y Naty Menstrual:

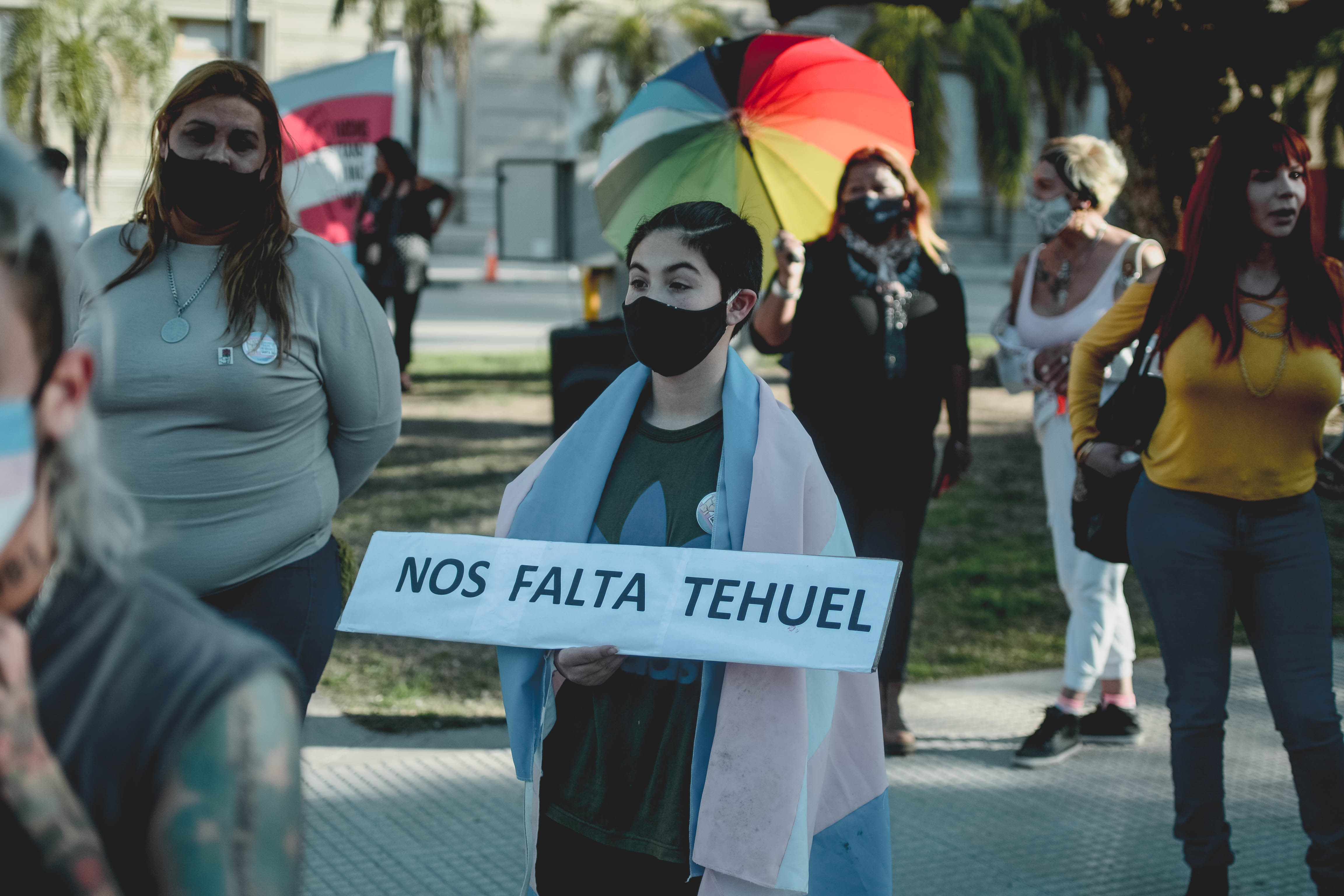
Banderazo trans en Santa fe 2021.

Estas son/somos las transescritoras. Estamos escribiendo de una manera nueva, de una manera que no se esperaban, usando por primera vez la voz, formando un movimiento si se quiere, que no tiene por qué llamarse transescritoras ni mucho menos. Soy parte de ello sea como sea que se llame.
Camila Sosa Villada

### Década de 2020
El 11 de marzo de 2021 desapareció el joven trans Tehuel de la Torre. La comunidad trans se movilizó para denunciar un crimen por odio trans, reclamar su aparición, la condena de los culpables y cuestionar la cobertura esterotipada realizada por los medios de comunicación.
El 24 de junio de 2021 el Congreso sancionó la Ley N.º 27.636 de Acceso al Empleo Formal para Personas Travestis, Transexuales y Transgéneros «Diana Sacayán-Lohana Berkins», estableciendo un cupo mínimo de 1% de los cargos y puestos del Estado Nacional para las personas trans y dando prioridad a las mismas en las contrataciones estatales, a igualdad de oferta. La ley dispone también beneficios impositivos para los empleadores que contraten personas trans, así como créditos a tasa preferencial para emprendimientos productivos. Las provincias y la CABA fueron invitadas a adherir a la ley. Un mes después, el presidente Alberto Fernández dicta el Decreto N°476/21 estableciendo que los documentos de identidad emitidos por el Estado argentino deberán en adelante tener opciones en el campo referido al “sexo”: “F” para femenino, “M” para masculino- y “X” las «acepciones: no binaria, indeterminada, no especificada, indefinida, no informada, autopercibida, no consignada; u otra acepción con la que pudiera identificarse la persona que no se sienta comprendida en el binomio masculino/femenino». De este modo Argentina se convirtió en el primer país de América Latina en reconocer la existencias de identidades no binarias.
En 2021 se estrenó Yo nena, yo princesa de Federico Palazzo, que narra la historia real de Luana Mansilla, quien nació como varón, pero que desde los dos años se identificó como niña. Basada en el libro autobiográfico Yo nena, yo princesa, escrito por su madre, Gabriela Mansilla, la película muestra la vida de Luana desde su nacimiento en 2007 con nombre y tratamiento masculino, su rebelión y exigencia de ser tratada como mujer desde los dos años, la compleja y traumática respuesta familiar y social ante el hecho y la lucha por ser reconocida en su identidad de género, hasta lograr que la presidenta Cristina Fernández de Kirchner y el gobernador Daniel Scioli, en 2013, decidieran dejar sin efecto la decisión judicial de negarle un documento de identidad femenino, para proceder a emitir un nuevo documento, reconociendo su identidad autopercibida, cumpliendo con la Ley de Identidad de Género sancionada un año antes. De este modo Luana Mansilla se convirtió en la primera niña trans del mundo en ser reconocida por el Estado con la identidad de género acorde a la percibida sin sentencia judicial que lo ordenara. En 2022 fue adquirida y transmitida internacionalmente por el canal Star+.
En 2022 se realizó el Censo argentino de 2022 en el cual por primera vez se incluyeron más de dos géneros (masculino, femenino y otros) y la opción de elegir entre ellos, para las personas censadas.
En noviembre de 2023 fue elegido como presidente Javier Milei, líder de la coalición La Libertad Avanza, de tendencia libertaria yanarcocapitalista. Interrogado por el periodismo sobre su postura ante el matrimonio igualitario, Milei defendió públicamente la libertad ilimitada entre adultos de contraer matrimonio con quienes quieran, del mismo sexo o sexos distintos, "entre dos partes, tres partes o cincuenta″, mencionando incluso la posibilidad de "estar con un elefante", sin que el Estado deba intervenir. Dio a conocer también que sexualmente participaba en tríos, en algunos casos con otros hombres y que el sexo tradicional le "parecía espantoso".
Contradictoriamente con aquellas expresiones, diversas publicaciones han llamado la atención sobre manifestaciones homofóbicas del presidente y su equipo. En enero de 2025 expuso en el Foro de Davos cuestionó "la ideología woke", calificándola de "virus mental", "ideología criminal" y "cáncer que hay que extirpar", e incluyendo en la misma al "feminismo, diversidad... femicidio, aborto e ideología de género". En ese contexto Milei se pronunció contra "la agenda LGBT, queriendo imponernos que las mujeres son hombres y los hombres son mujeres sólo si así se autoperciben"... Sostuvo que "en sus versiones más extremas la ideología de género constituye lisa y llanamente abuso infantil. Son pedófilos... Están dañando irreversiblemente a niños sanos mediante tratamientos hormonales y mutilaciones, como si un menor de cinco años pudiera prestar su consentimiento a semejante cosa". Y si ocurriera que su familia no está de acuerdo, siempre habrá agentes del Estado dispuestos a interceder en favor de lo que ellos llaman el interés del menor". Se refirió también a la homofobia y a la transfobia como "inventos cuyo único propósito es intentar callar a quienes denuncian este escándalo" y cuestionó "la doctrina de la diversidad", mencionando los cupos antidiscriminatorios existentes "en nuestras empresas, instituciones públicas y casas de estudios".
Milei fue denunciado penalmente por esas expresiones por el diputado Esteban Paulón y repudiado por diversas organizaciones LGBT+, de derechos humanos, políticas y sociales. Altos funcionarios del gobierno salieron a aclarar públicamente las declaraciones de Milei, como el jefe de Gabinete Guillermo Francos, quien sostuvo que “de las puertas de la casa para adentro, cada uno puede hacer lo que le parezca”, pero que no debía permitirse "la promoción de esas situaciones de manera pública“.
El 1 de febrero de 2025 se realizó la Marcha Federal del Orgullo Antifascista y Antirracista, en repudio al "discurso de odio" y amenazas de Milei contra la "ideología de género" y el colectivo LGBT, y los derechos feministas y LGBT, en el Foro de Davos. La marcha tuvo una adhesión multitudinaria y fue realizada en las principales ciudades argentinas, de Europa, América Latina y Estados Unidos. En la ciudad de Buenos Aires la marcha ocupó las 17 cuadras de la Avenida de Mayo y cubrió la Plaza de Mayo, siendo calculada por los organizadores en un millón de personas.